# Phytobasanos sive plantarum aliquot historia

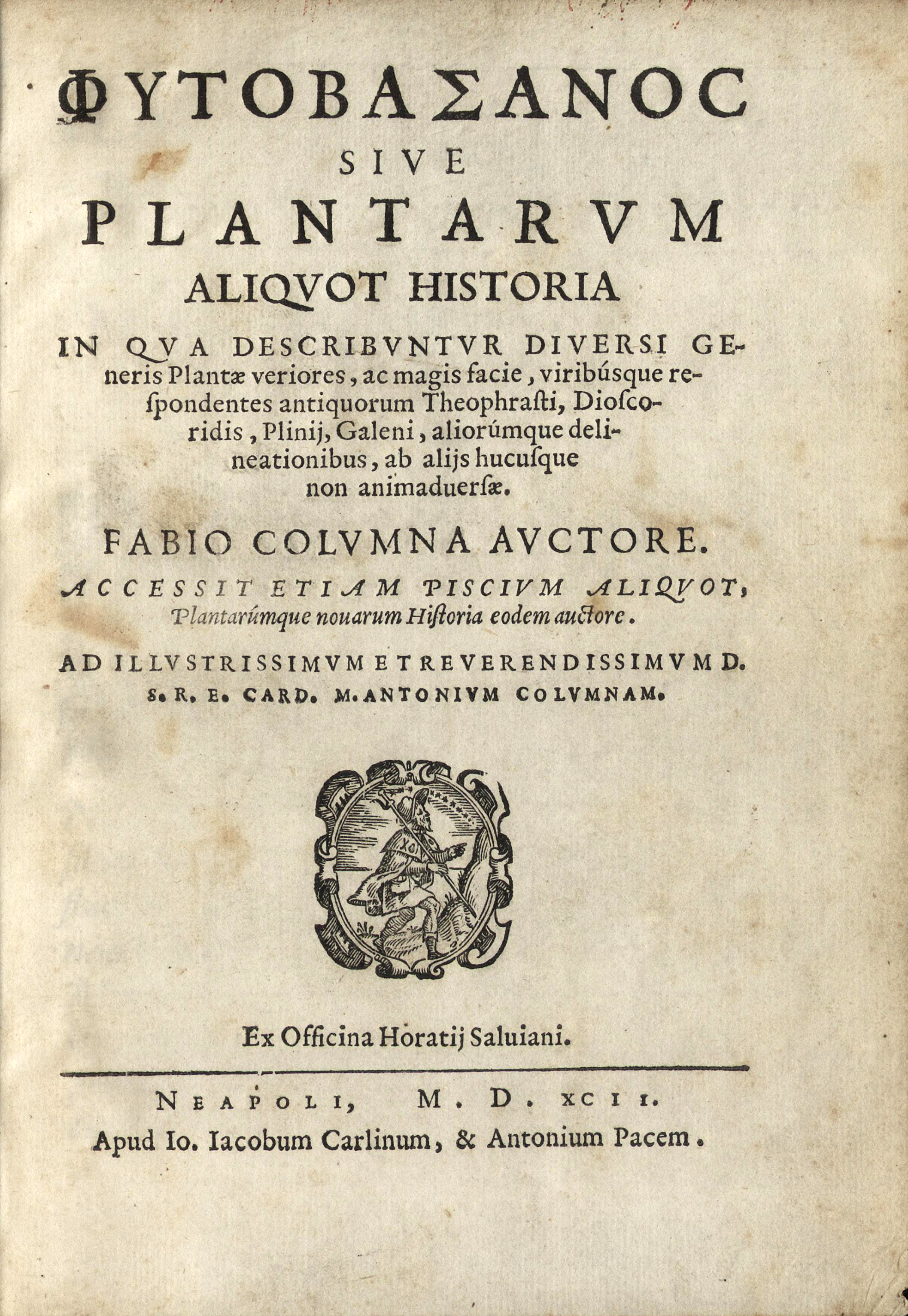
Titelseite des Phytobasanos

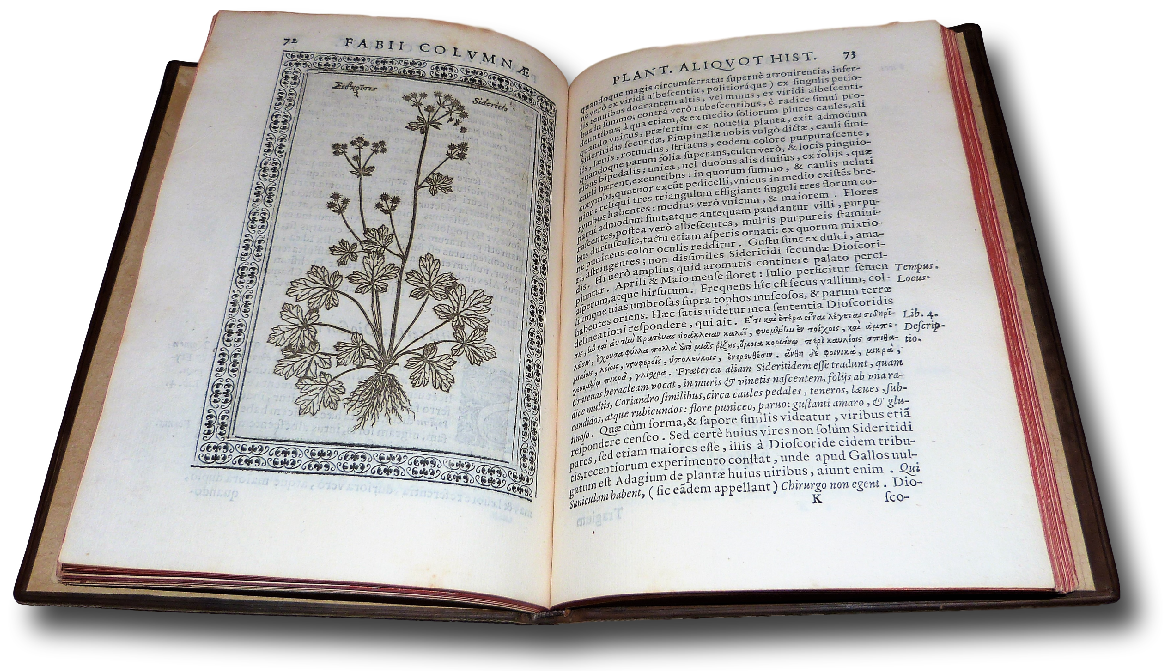
Doppelseite des Phytobasanos

„Erster Teil“
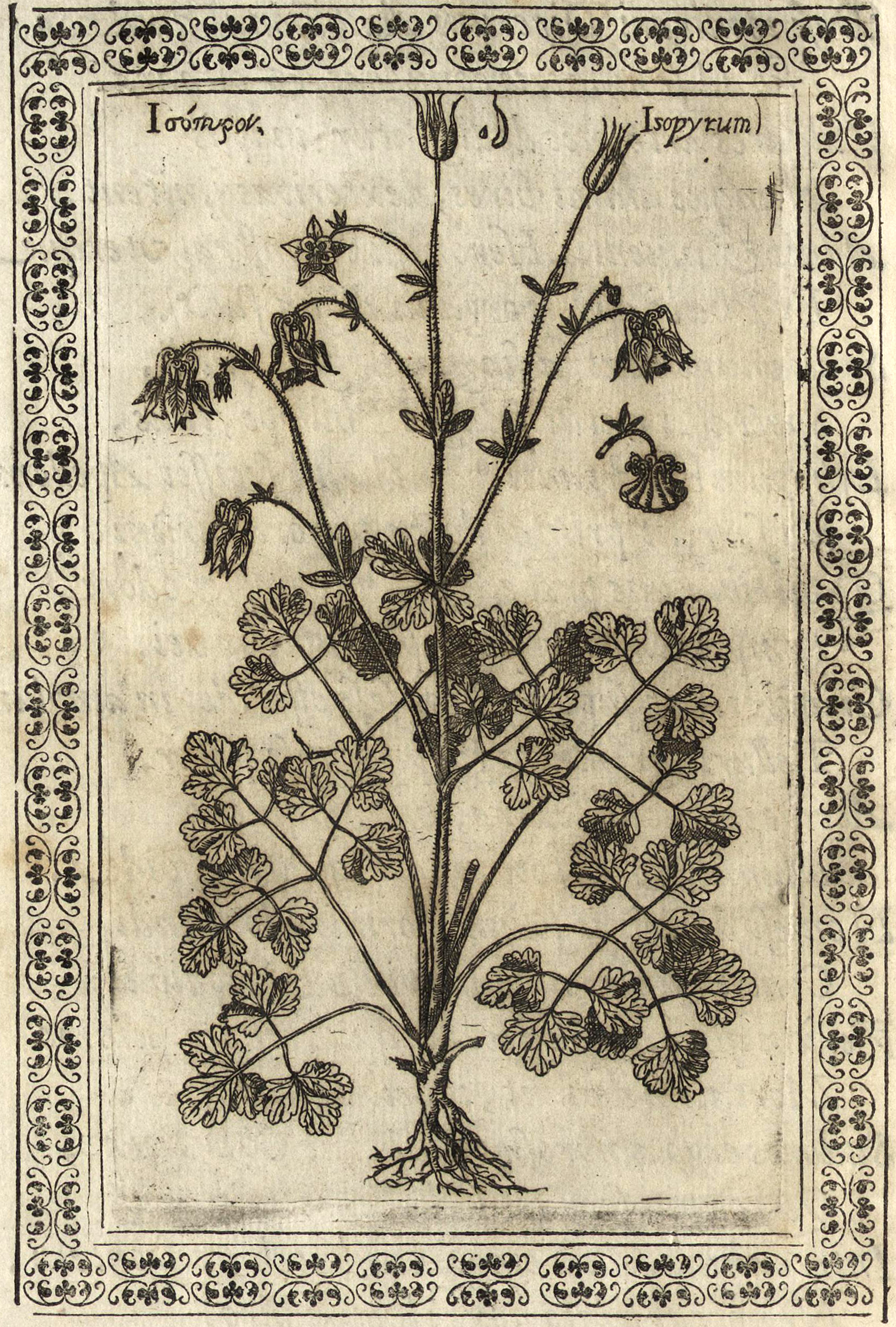
Abb. 1
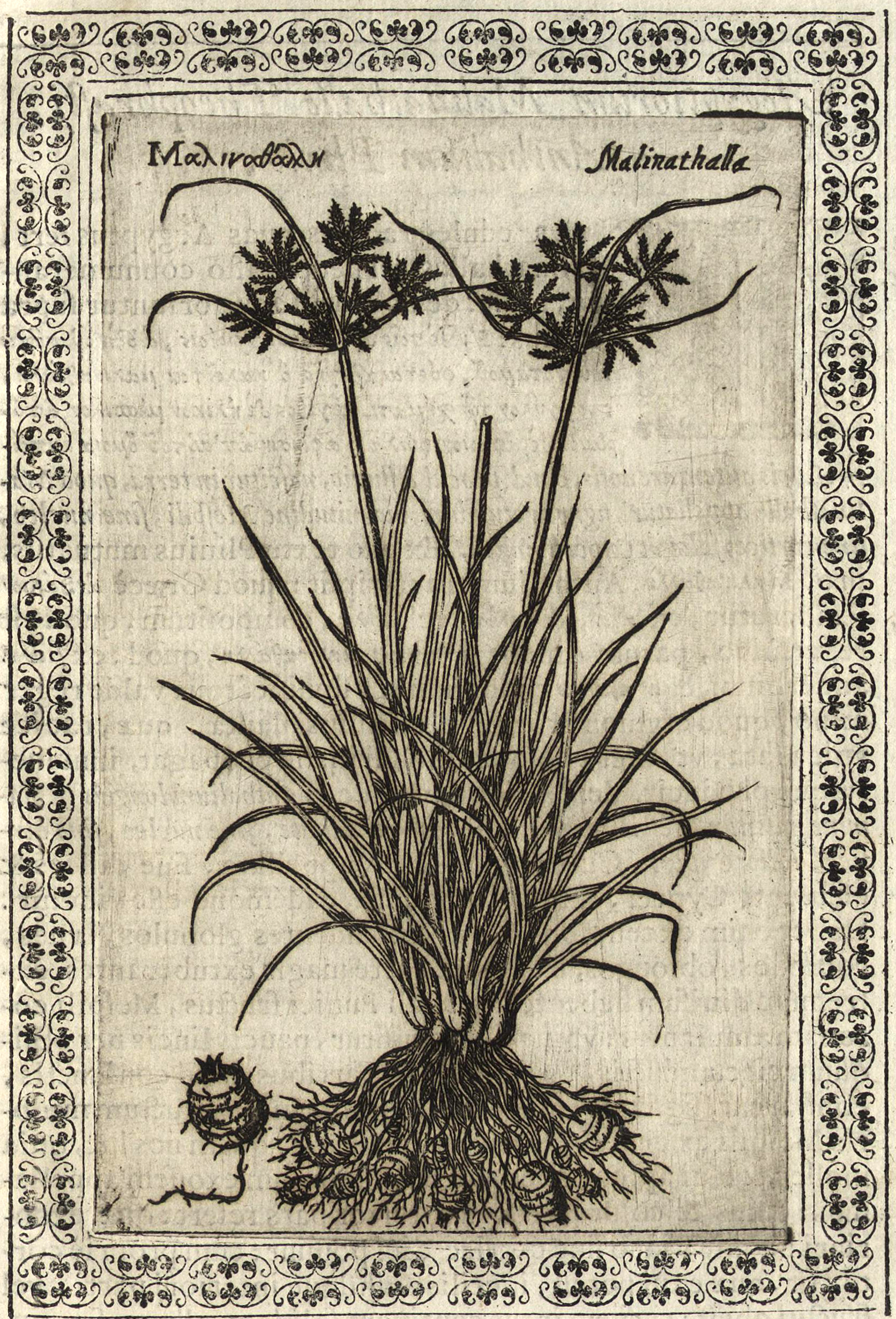
Abb. 2
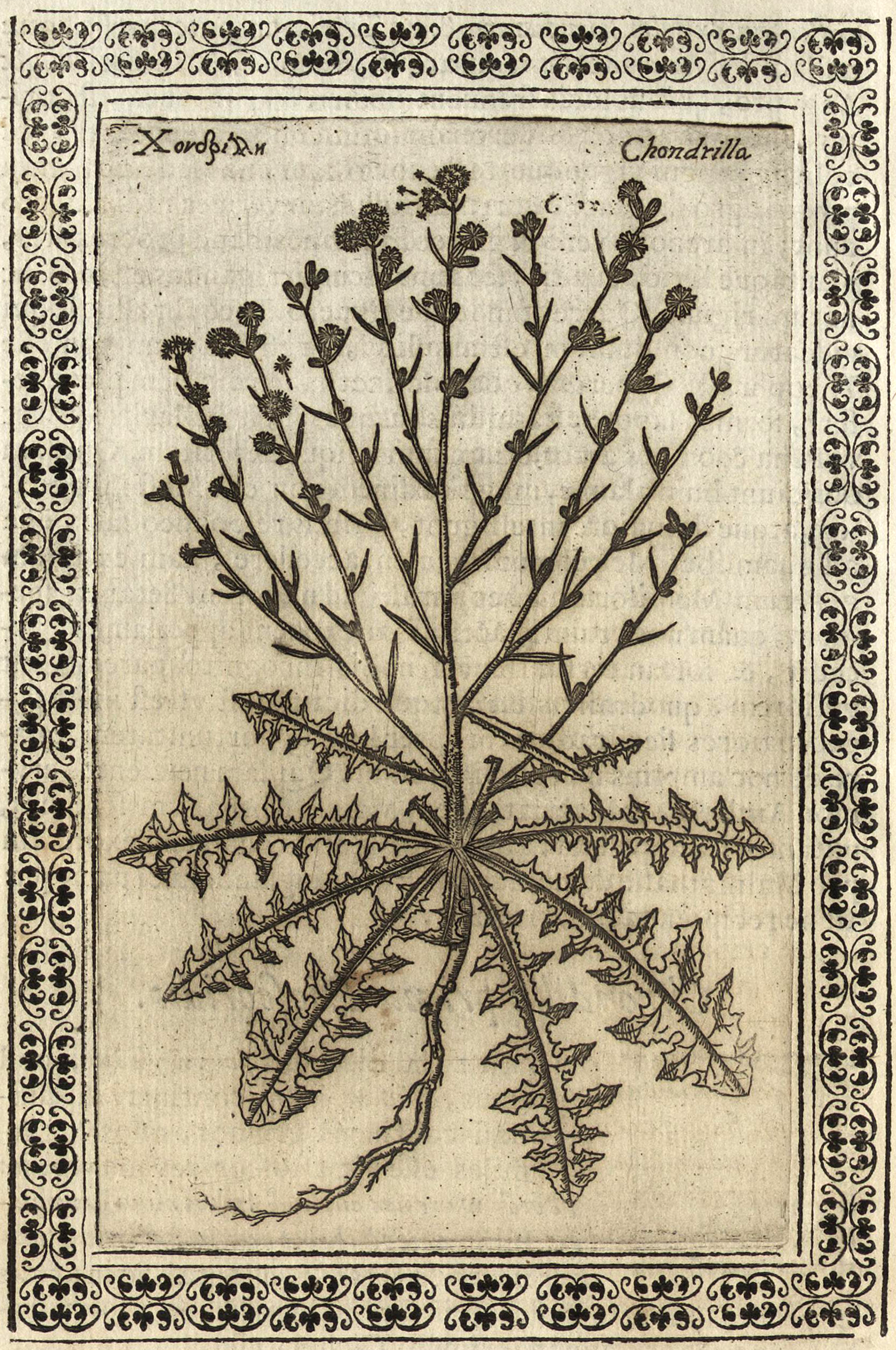
Abb. 3
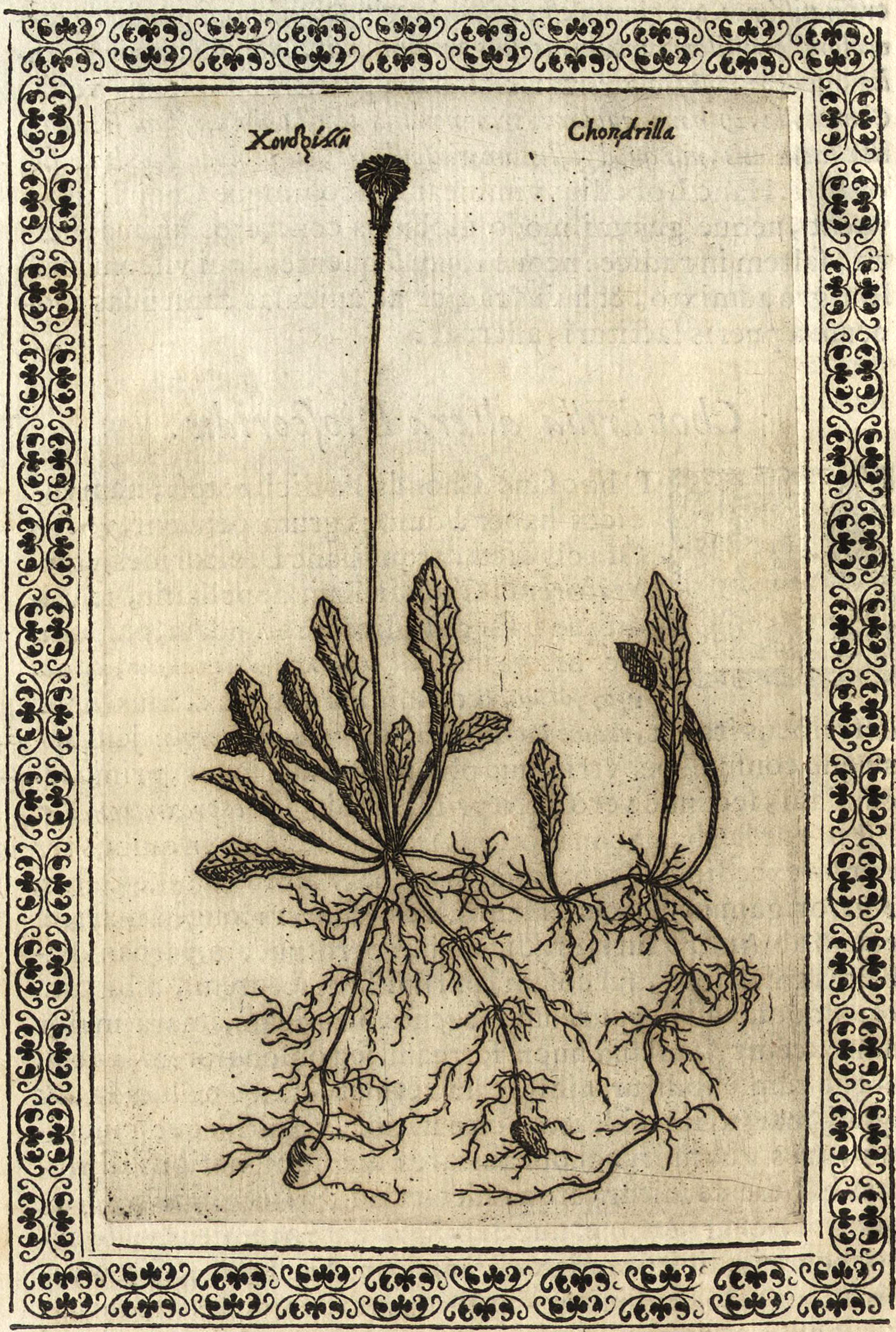
Abb. 4
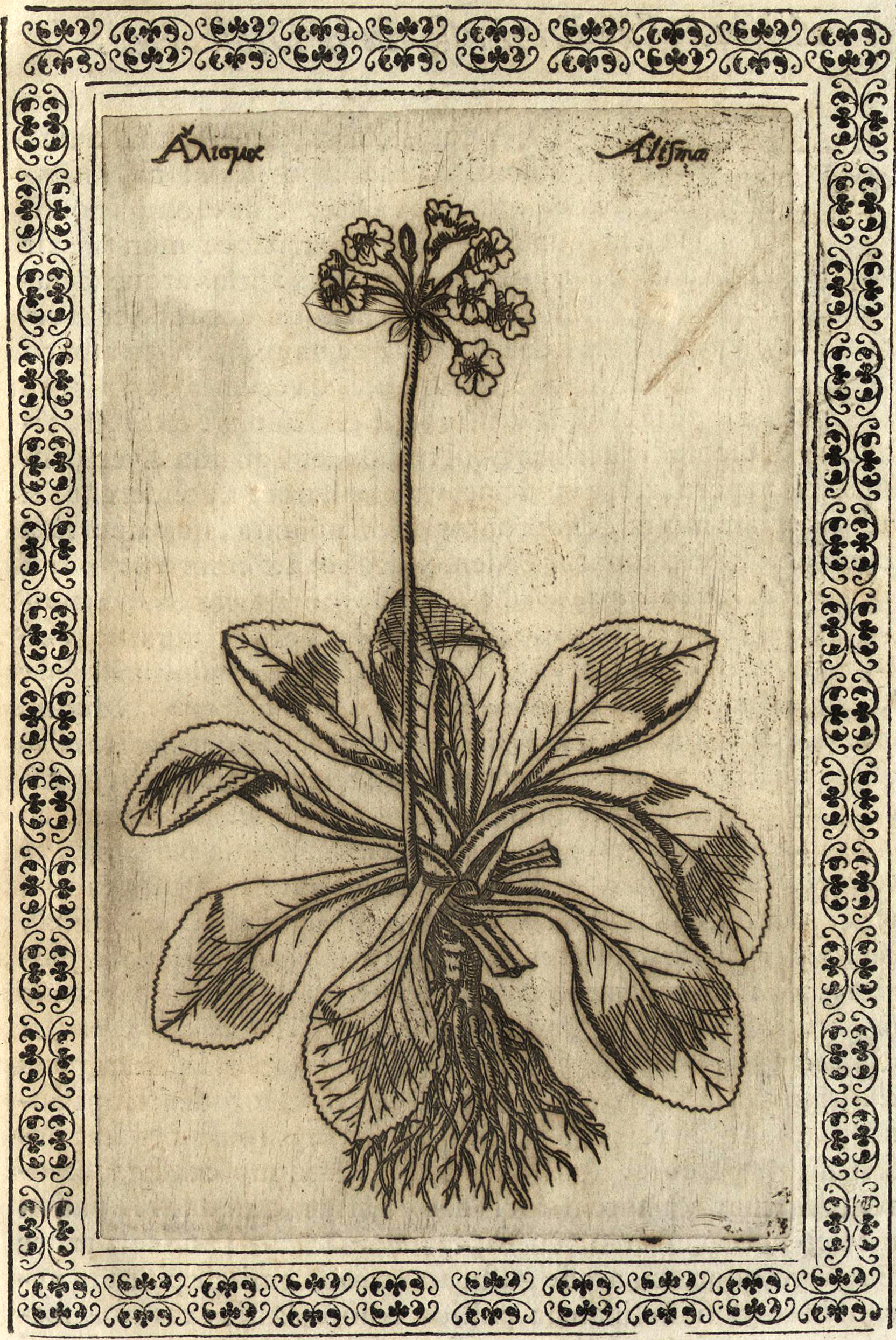
Abb. 5
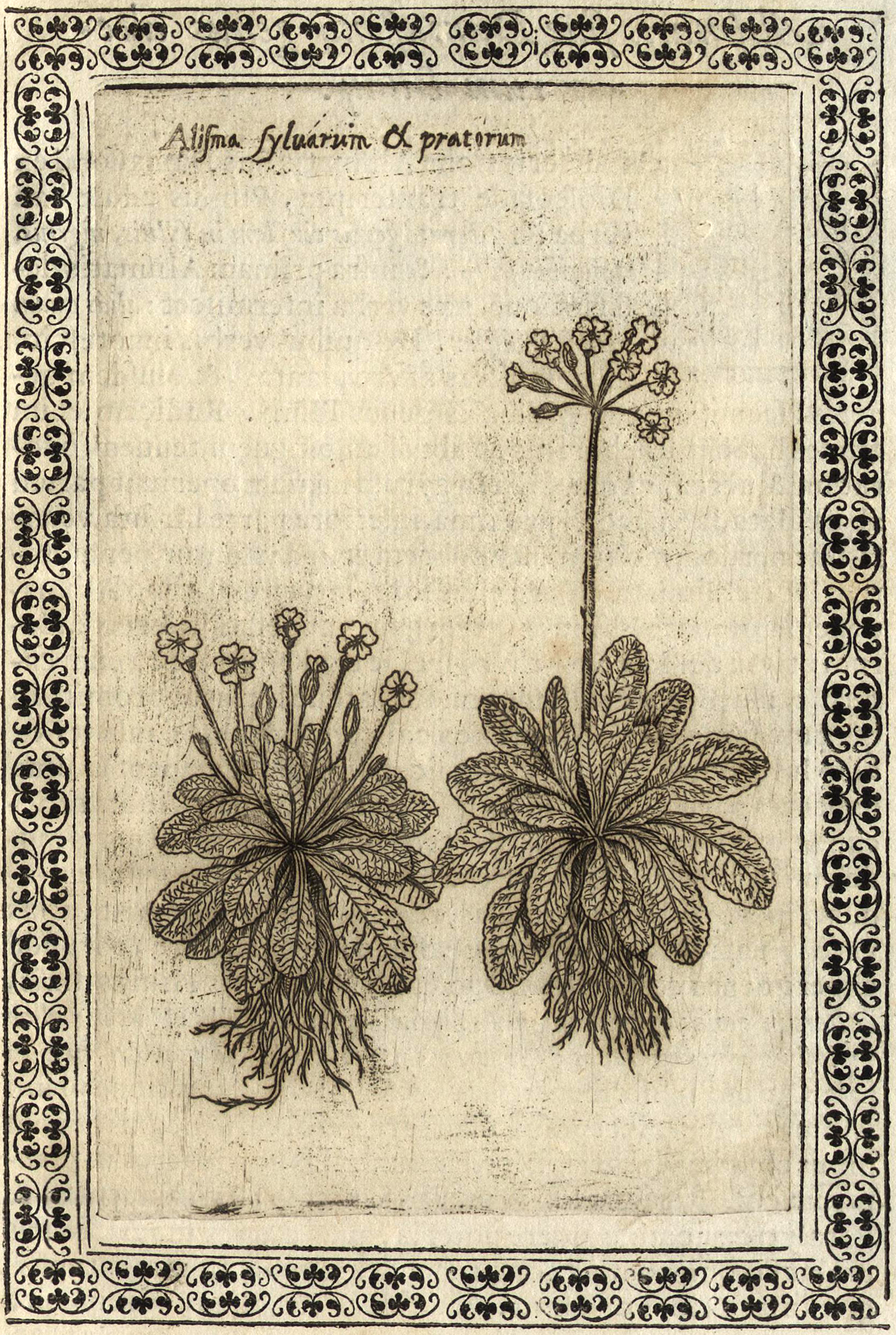
Abb. 6
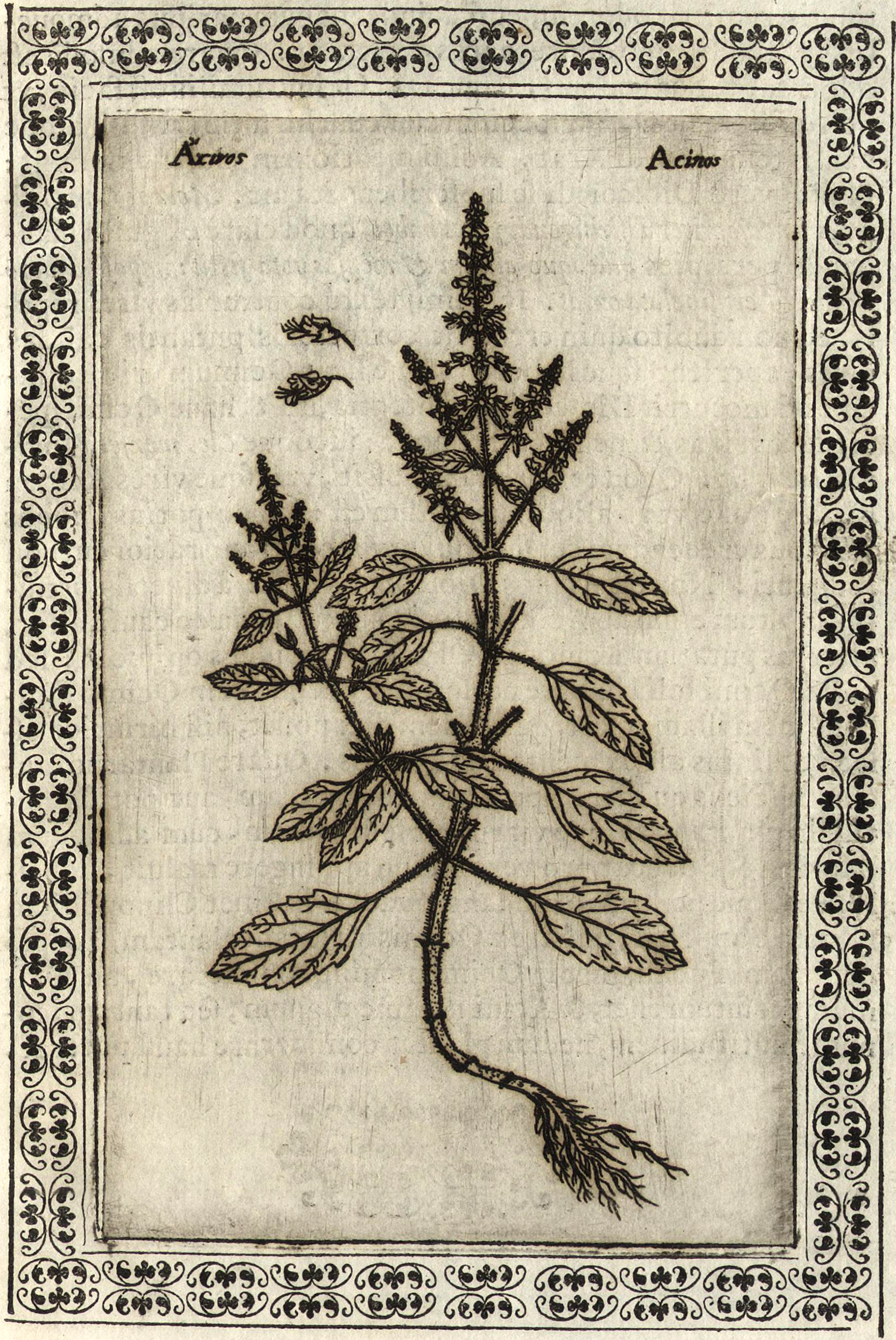
Abb. 7
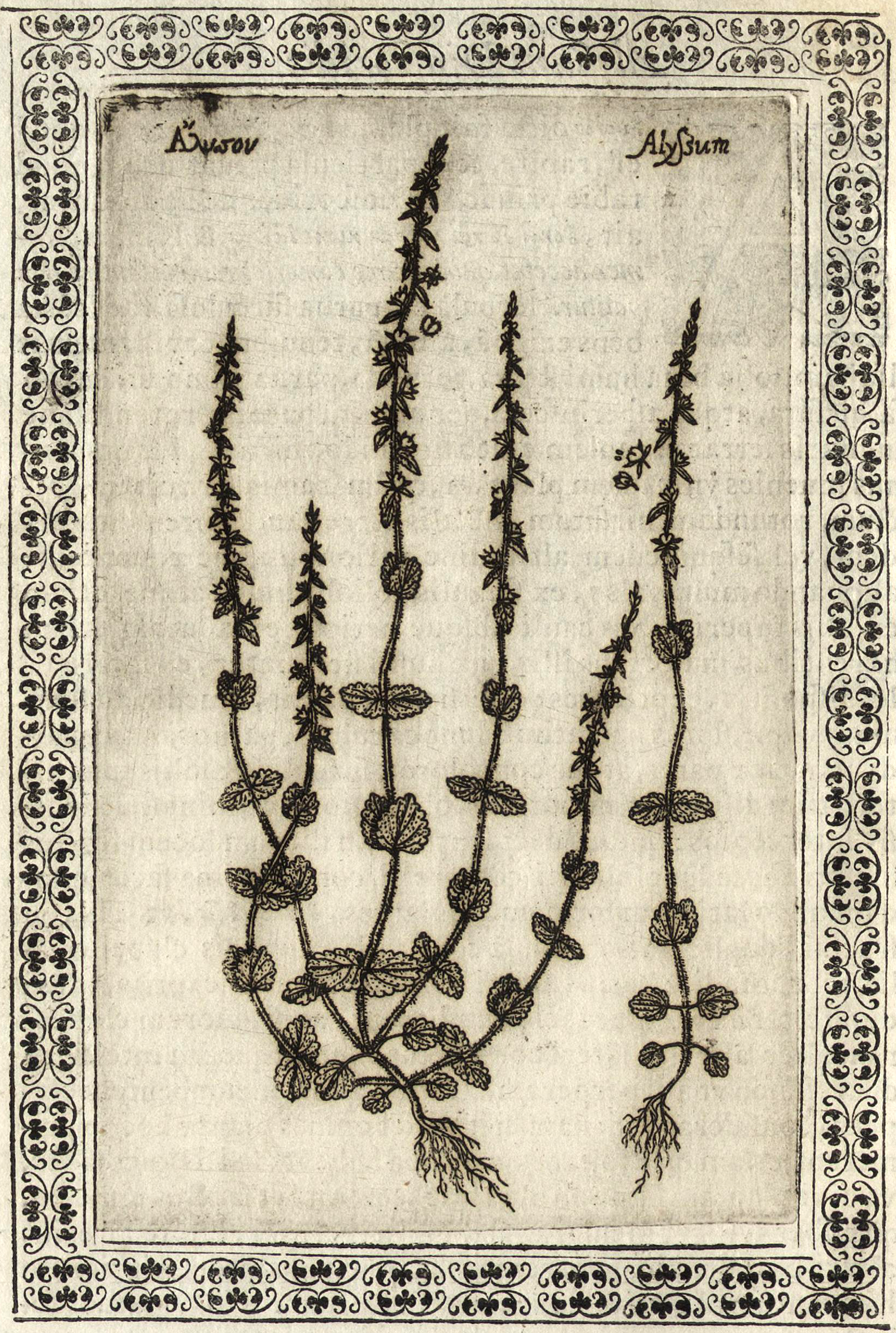
Abb. 8
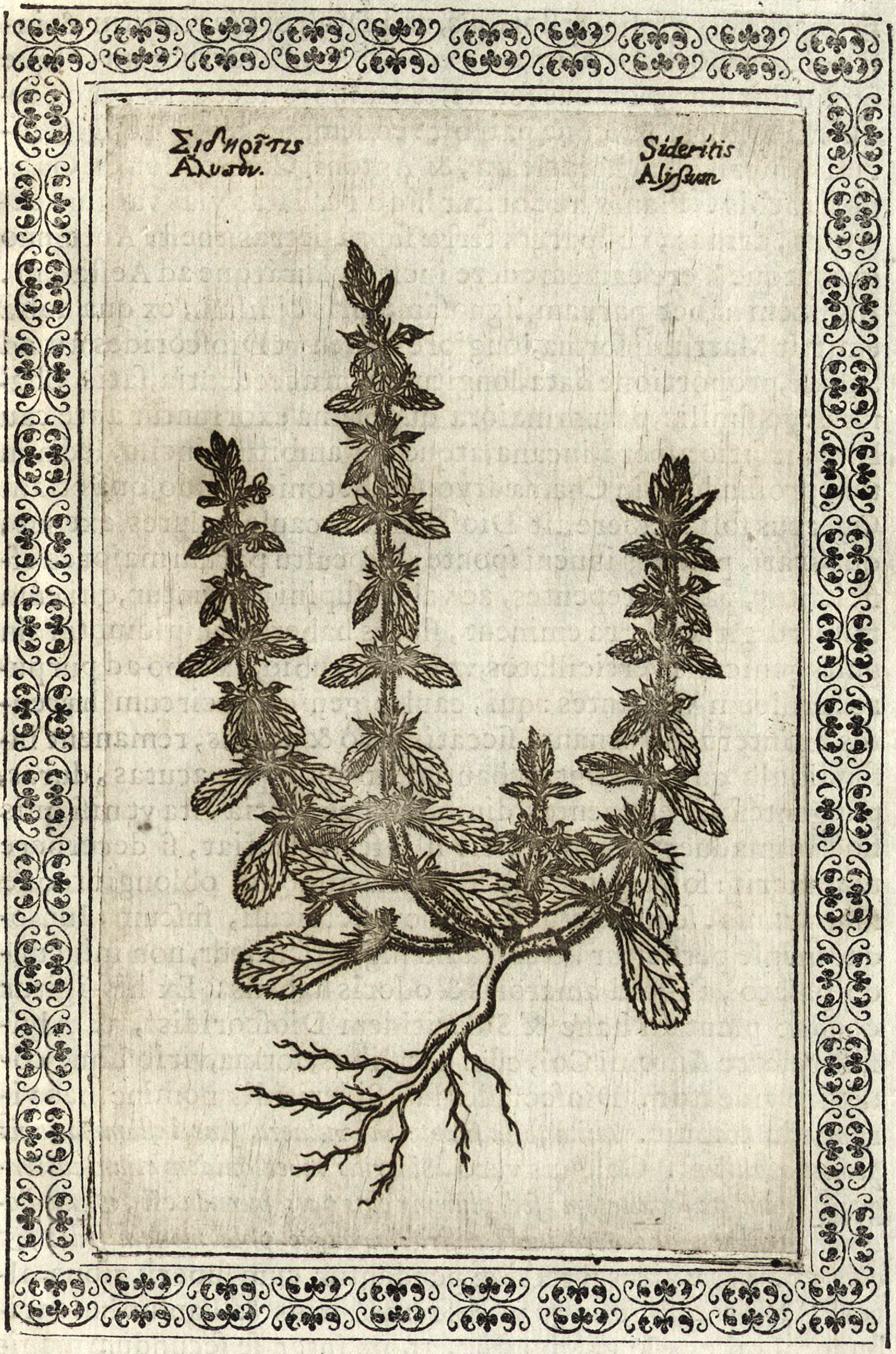
Abb. 9
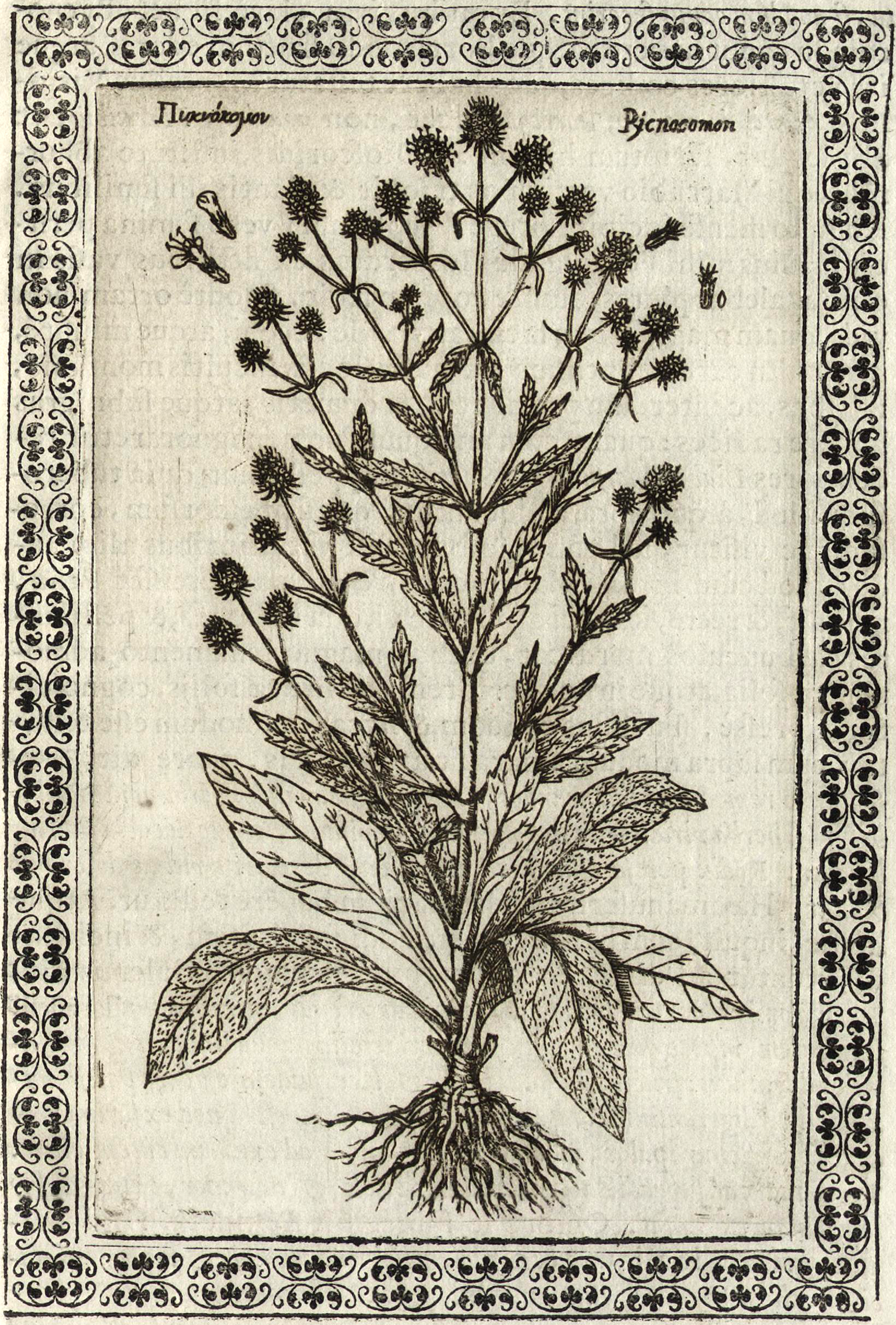
Abb. 10
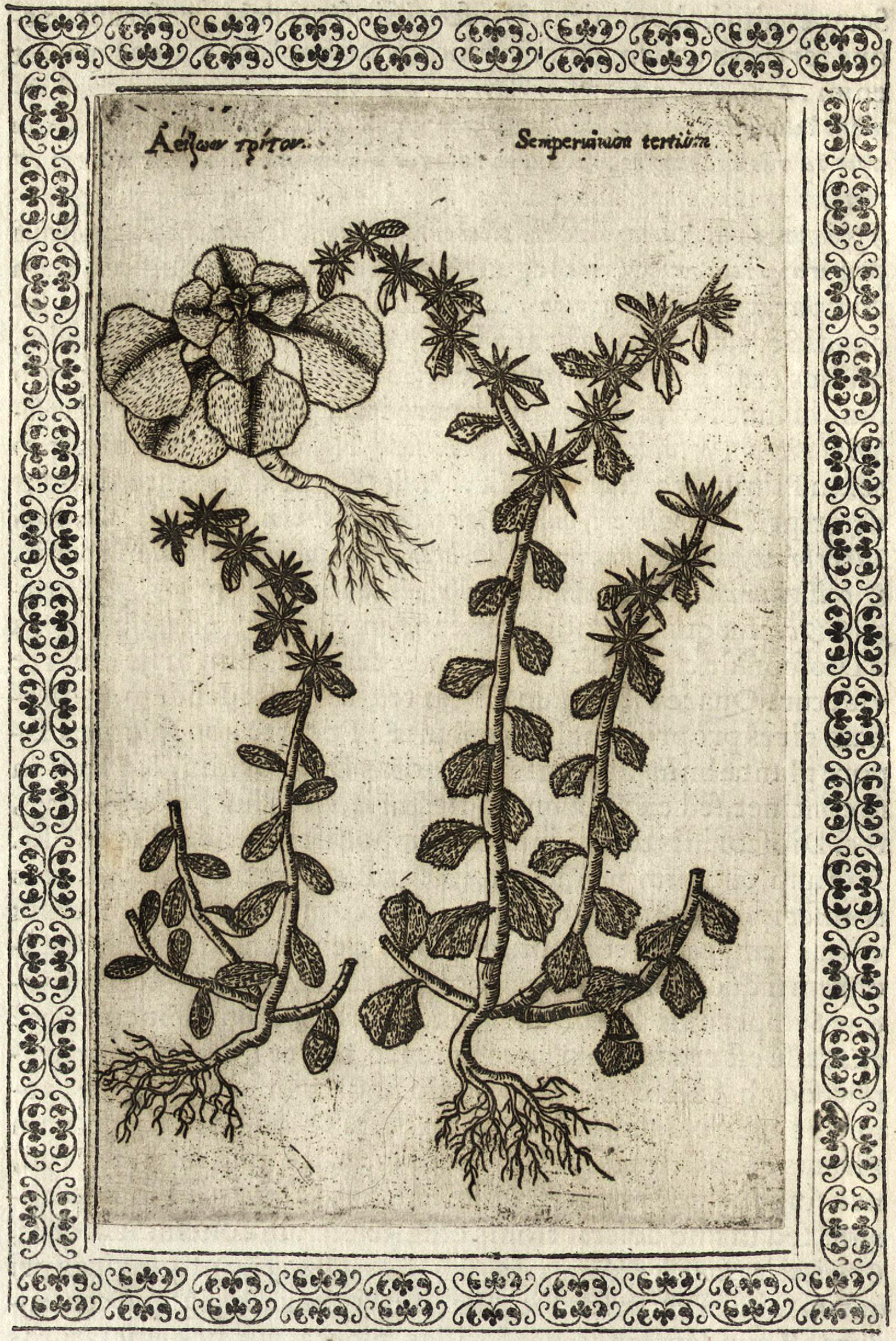
Abb. 11
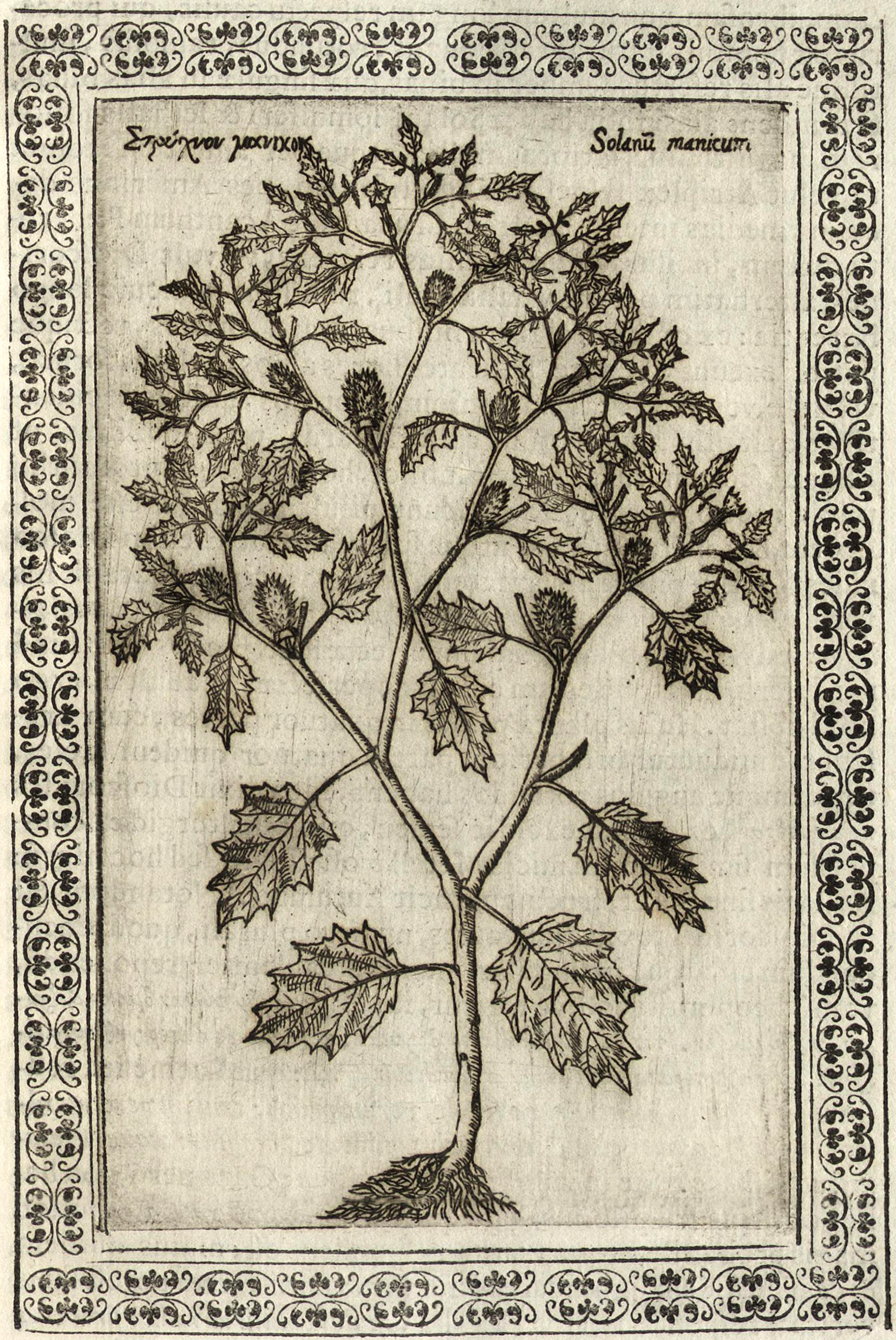
Abb. 12
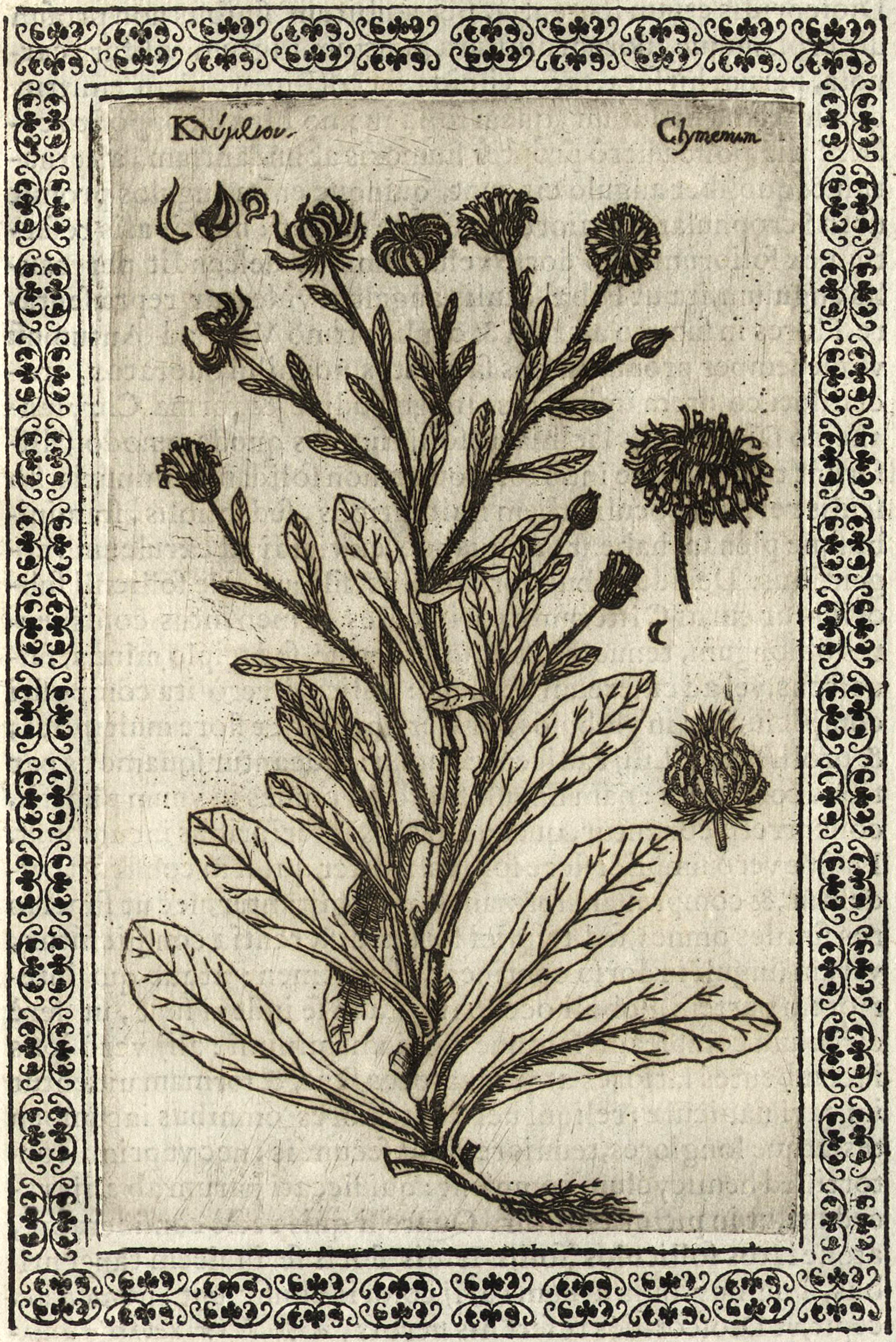
Abb. 13
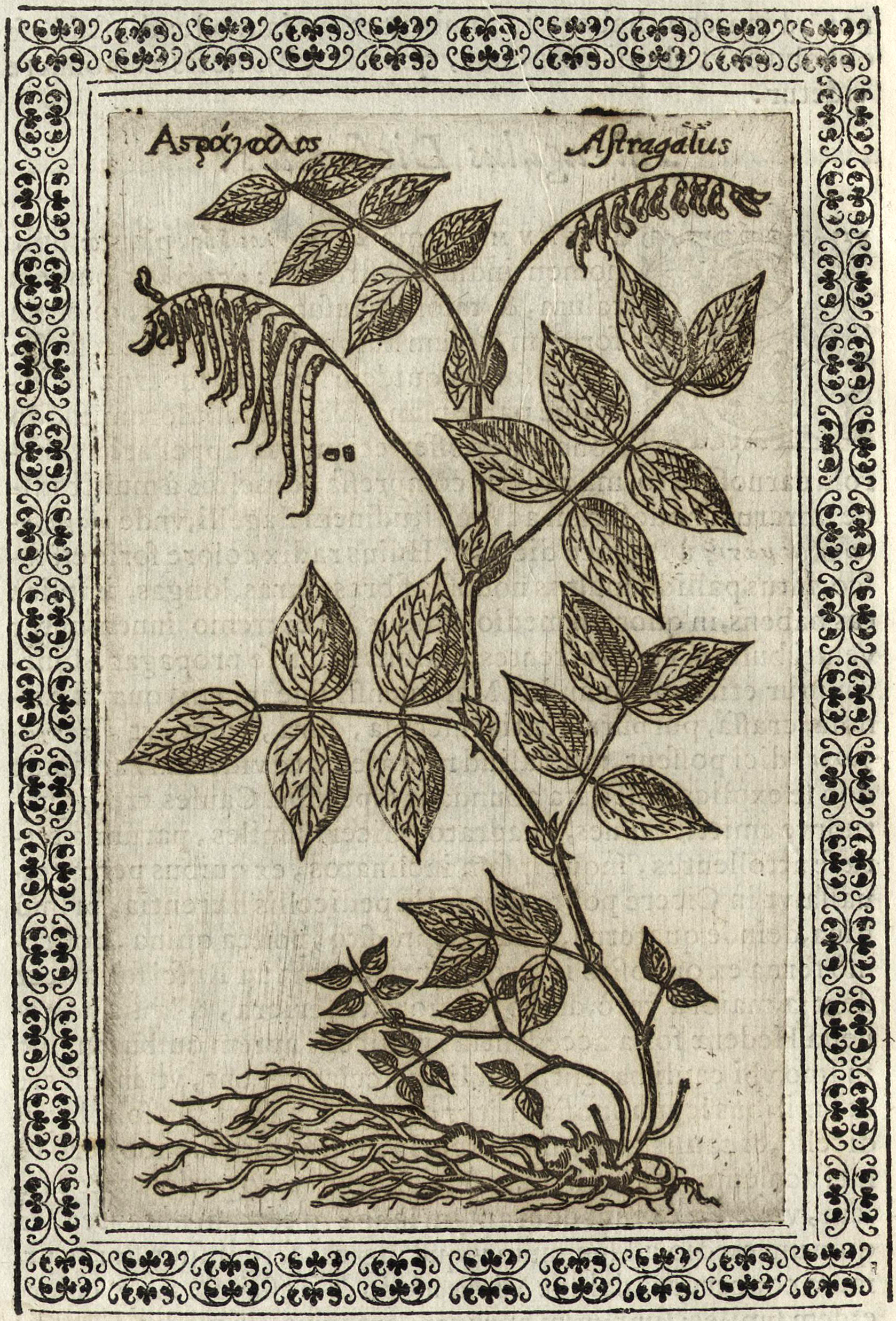
Abb. 14
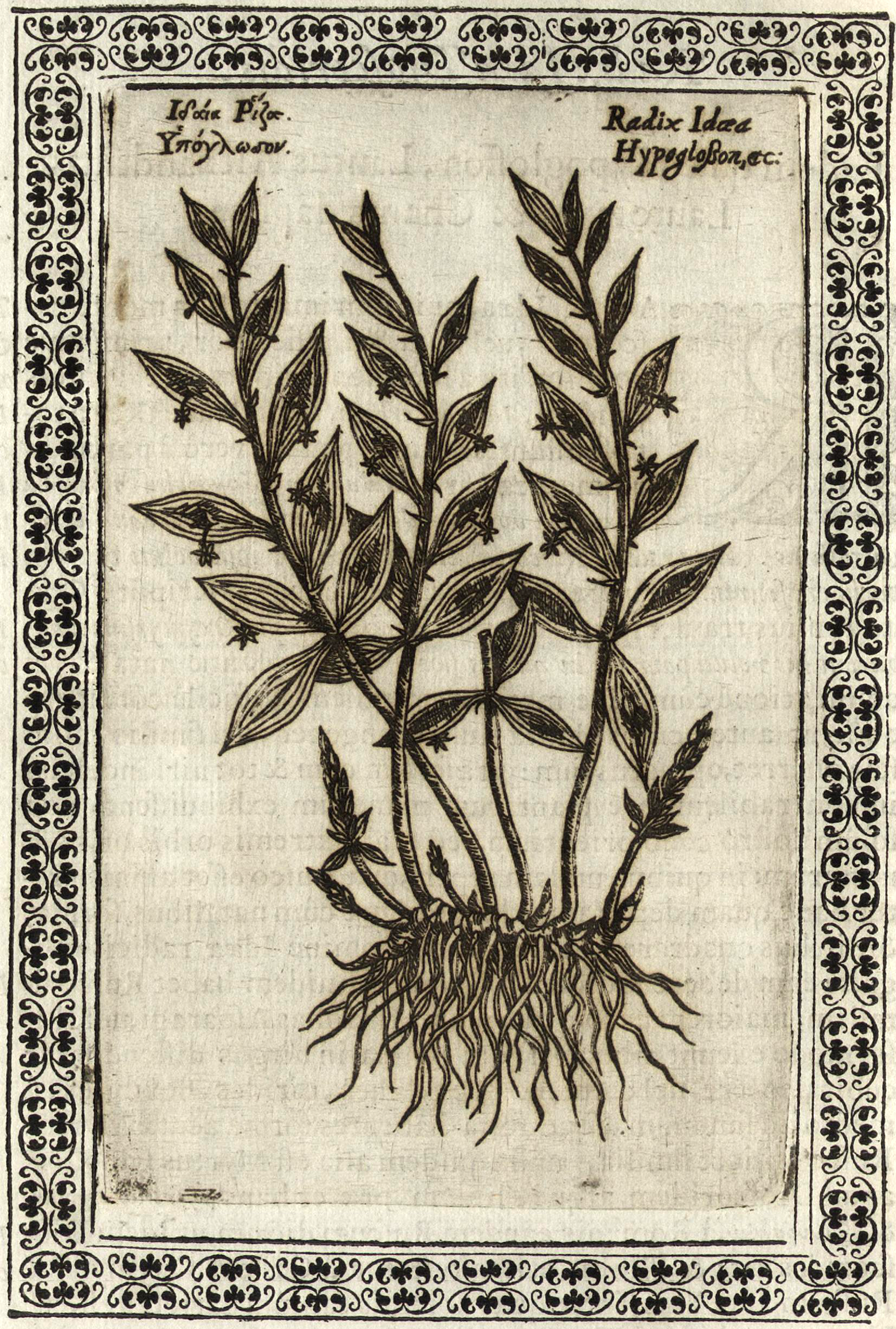
Abb. 15
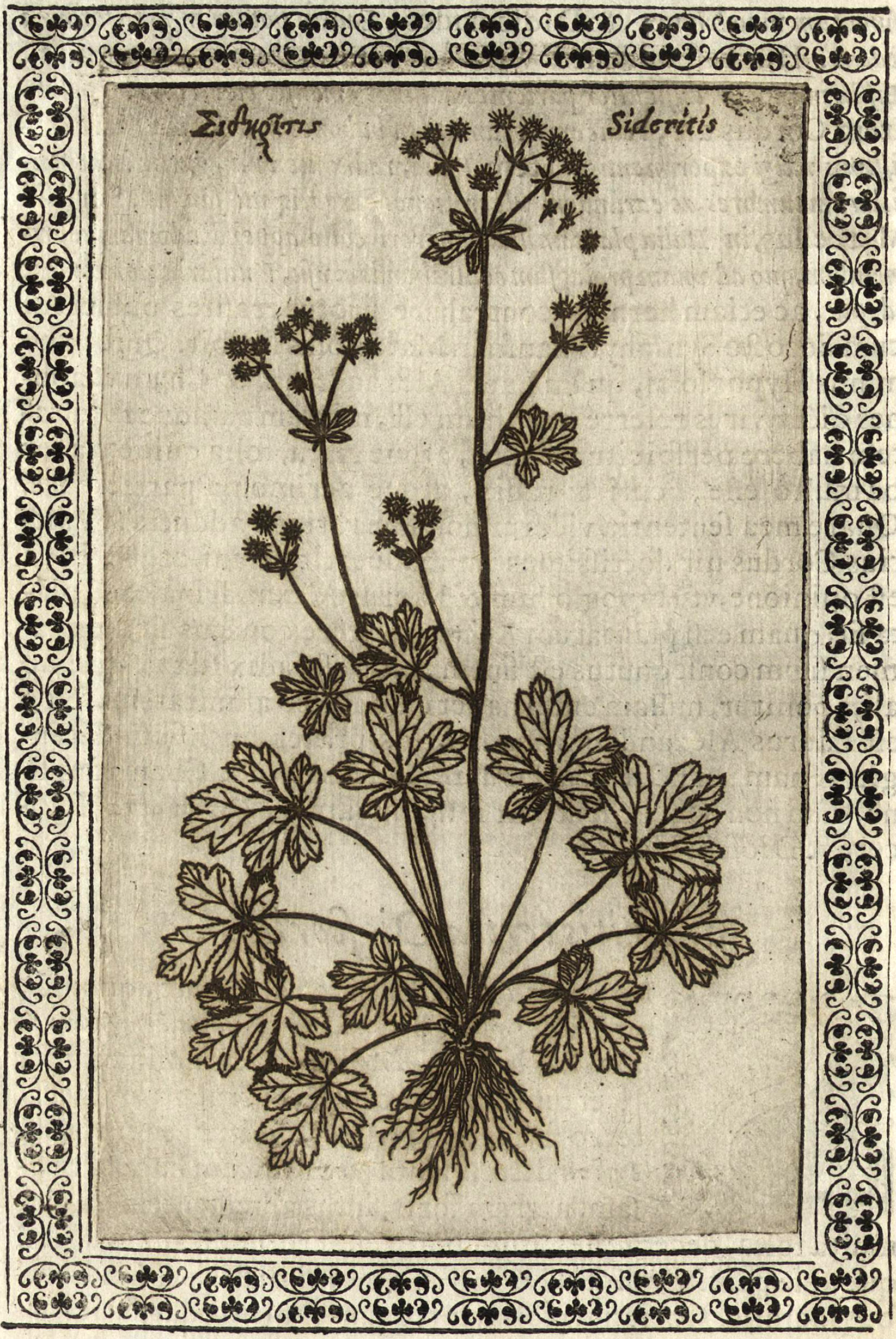
Abb. 16
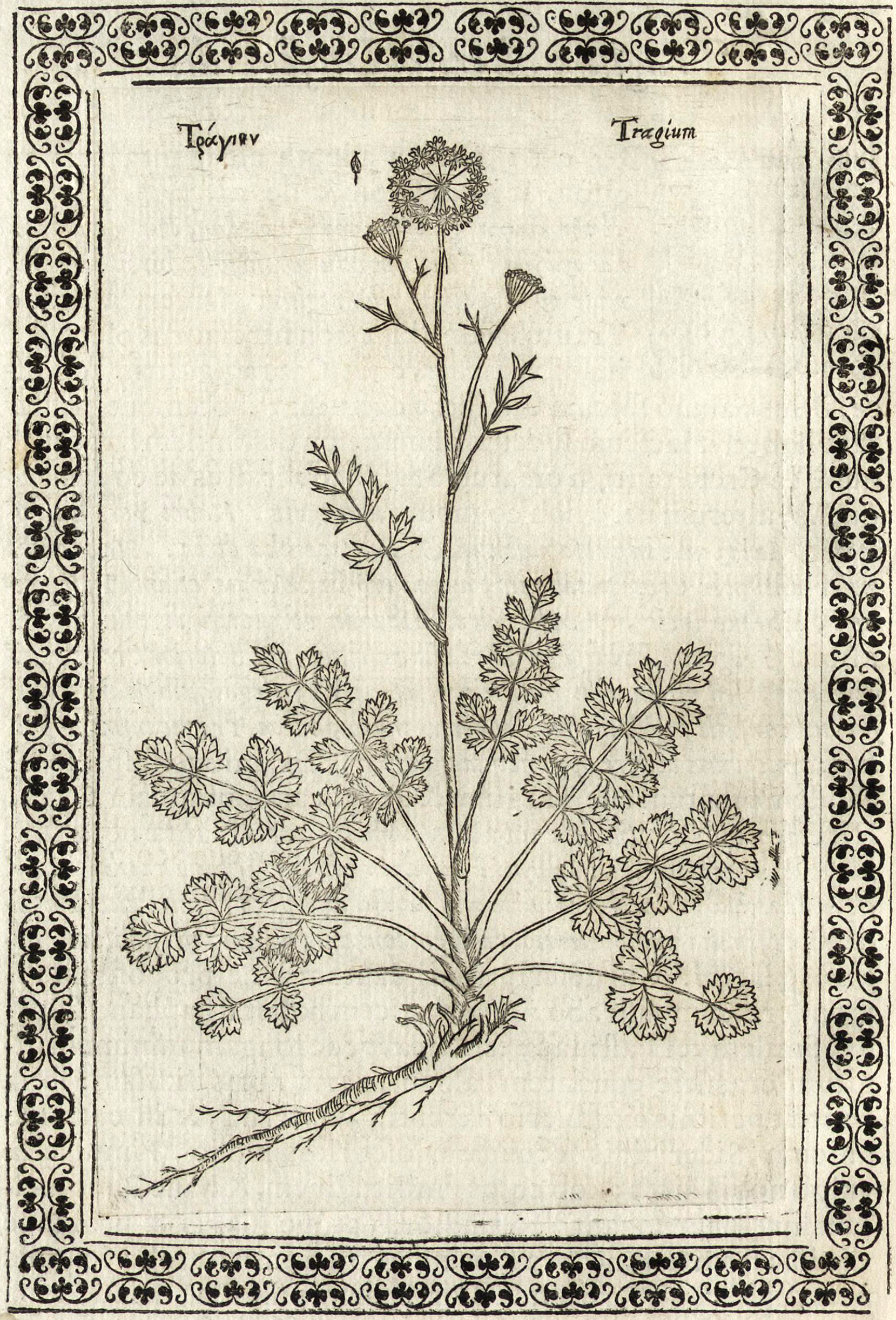
Abb. 17
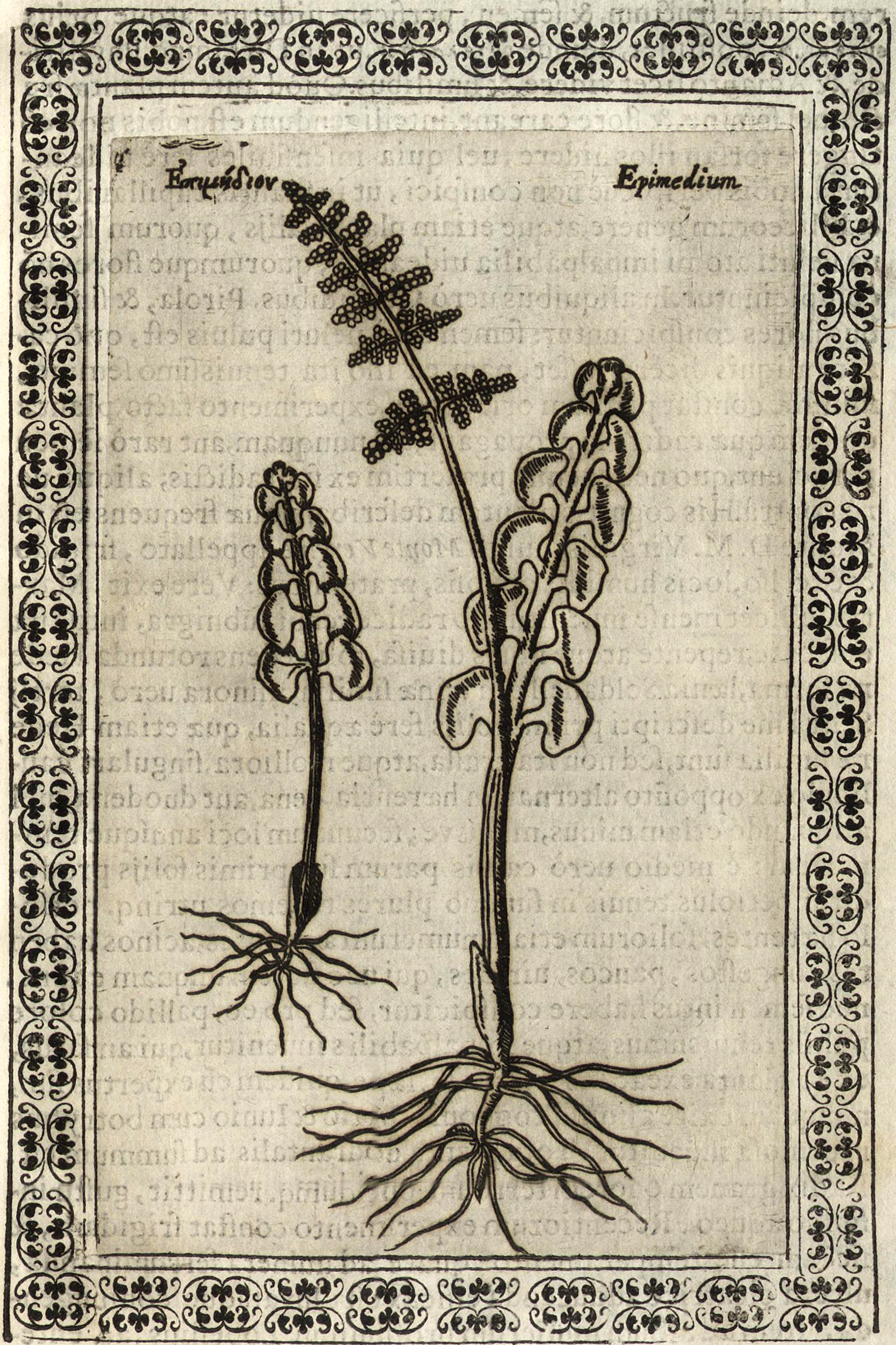
Abb. 18
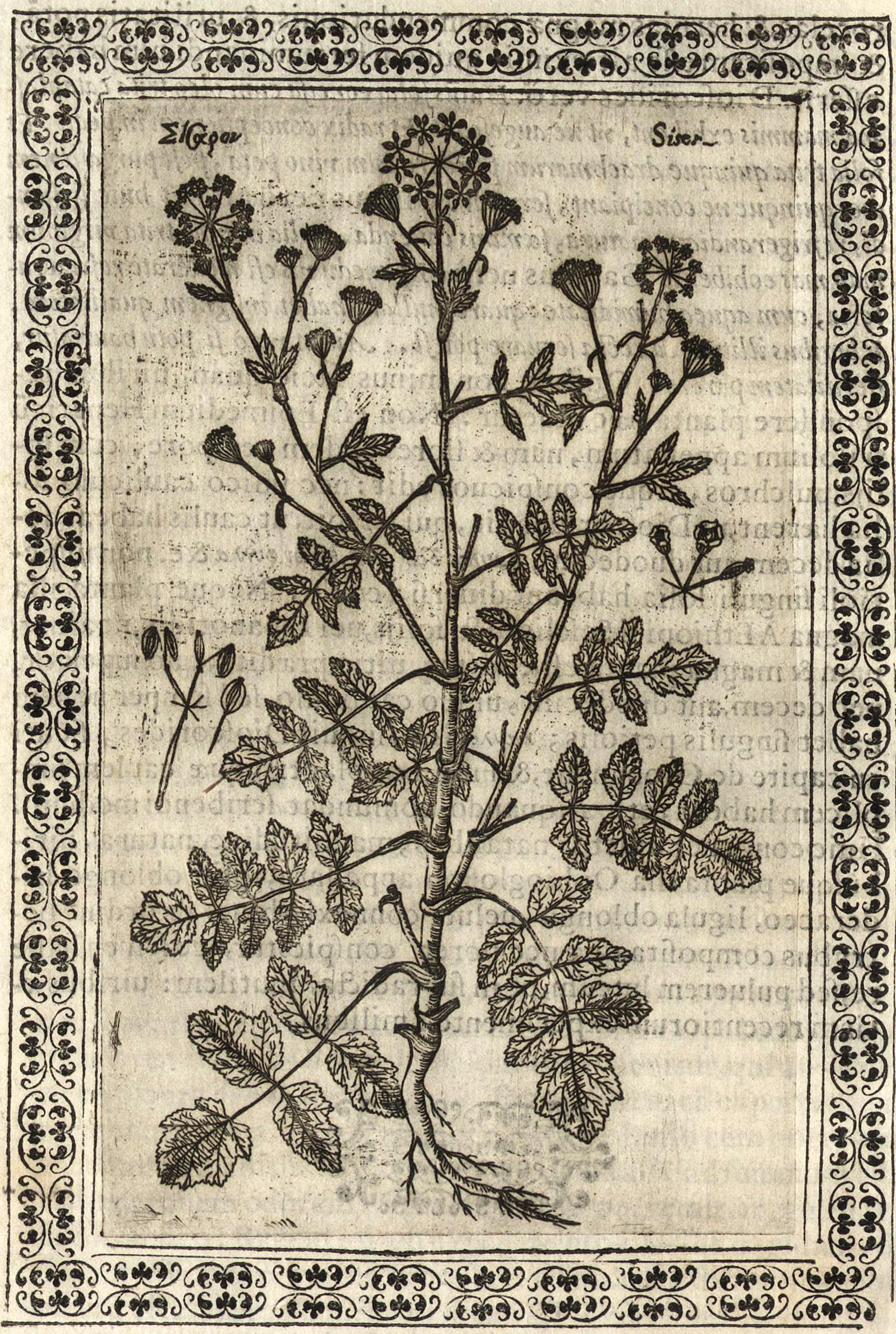
Abb. 19
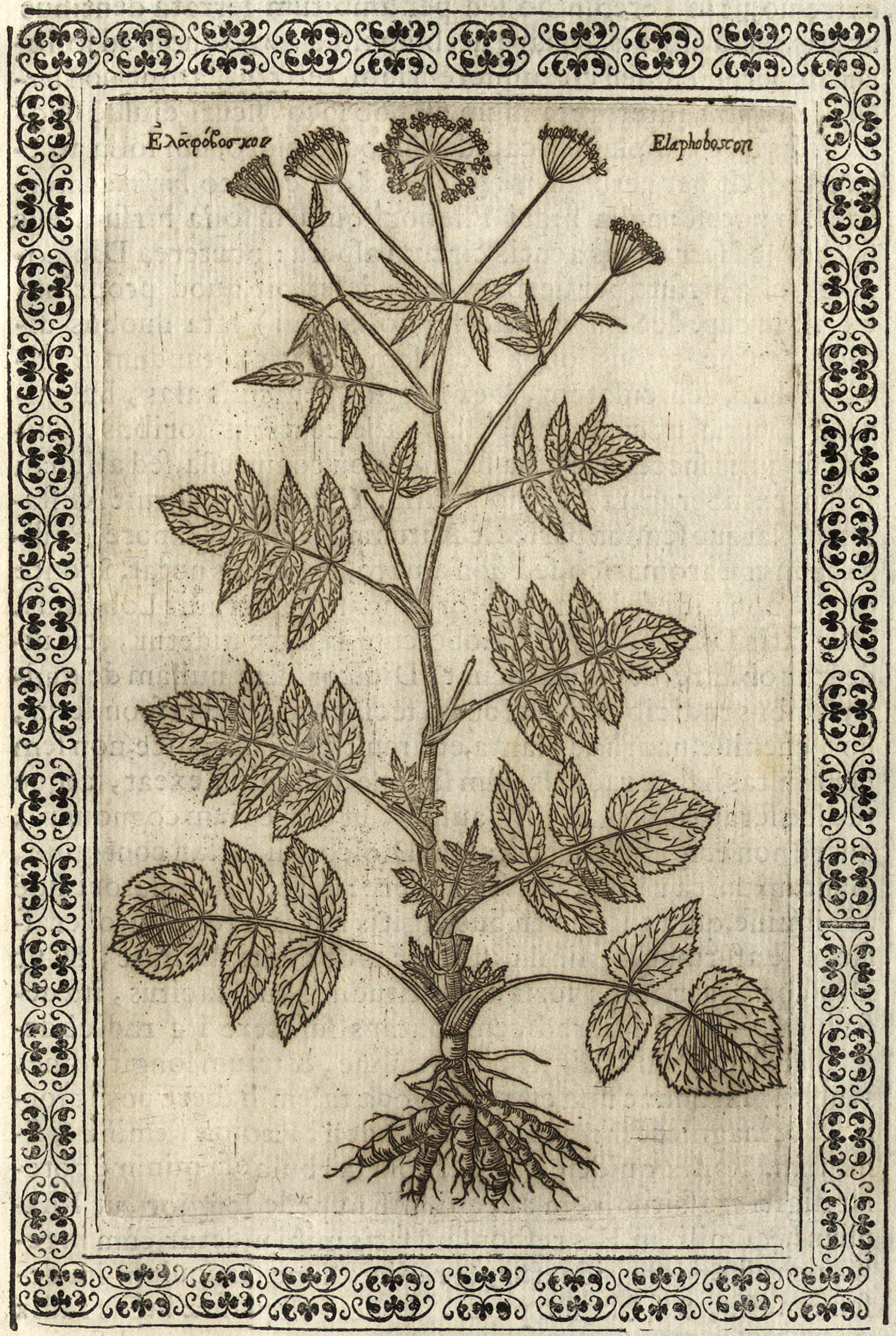
Abb. 20
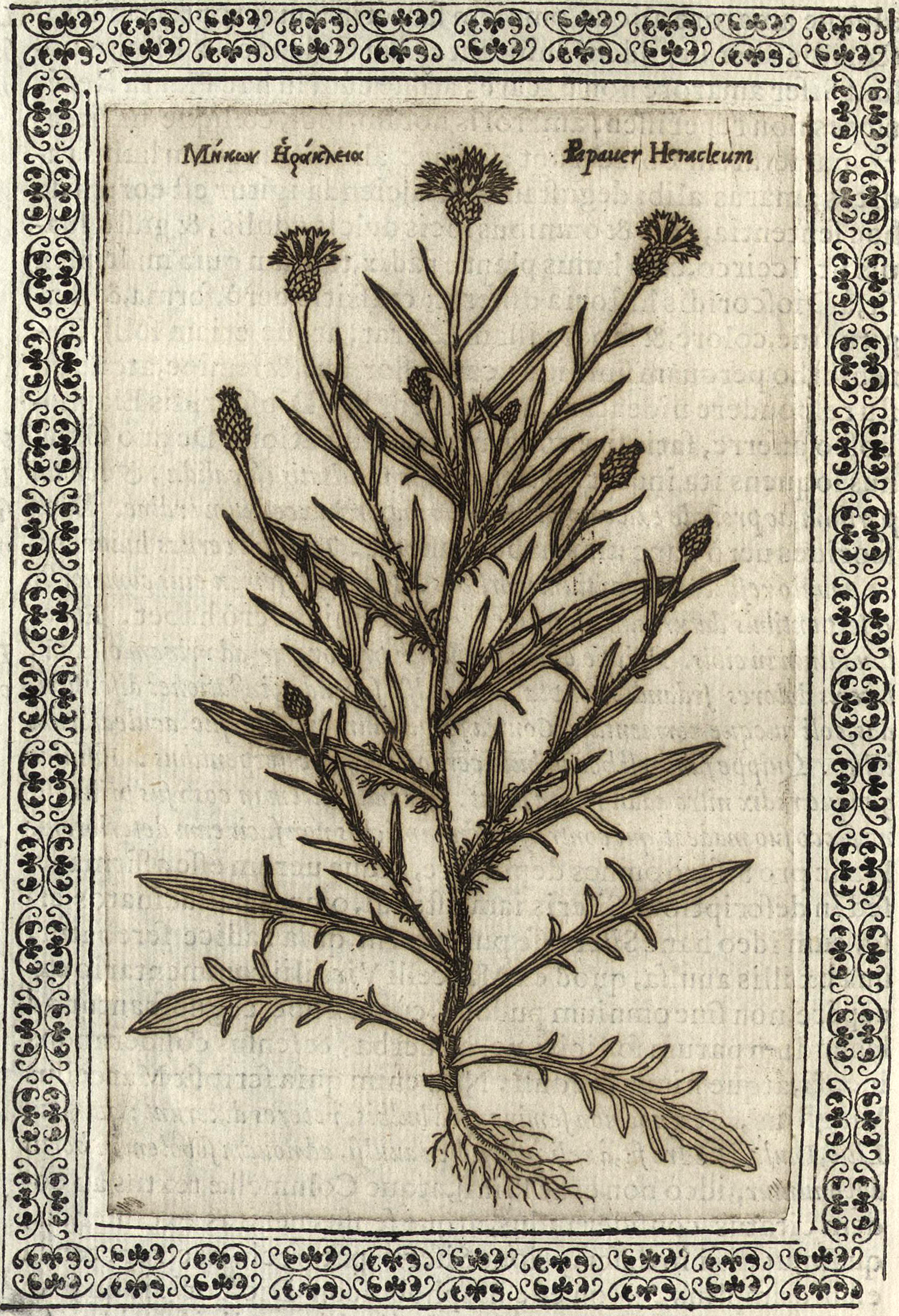
Abb. 21
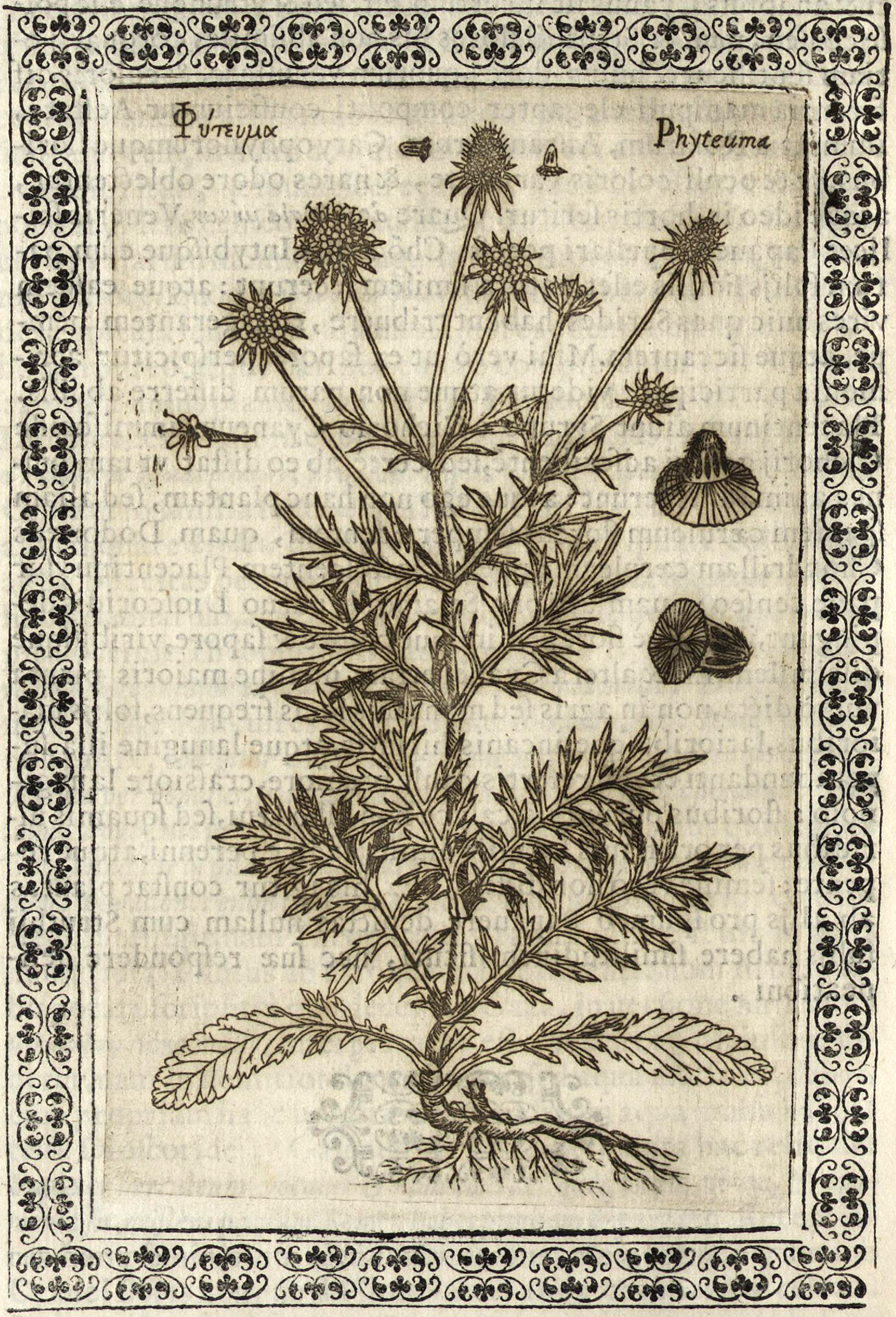
Abb. 22
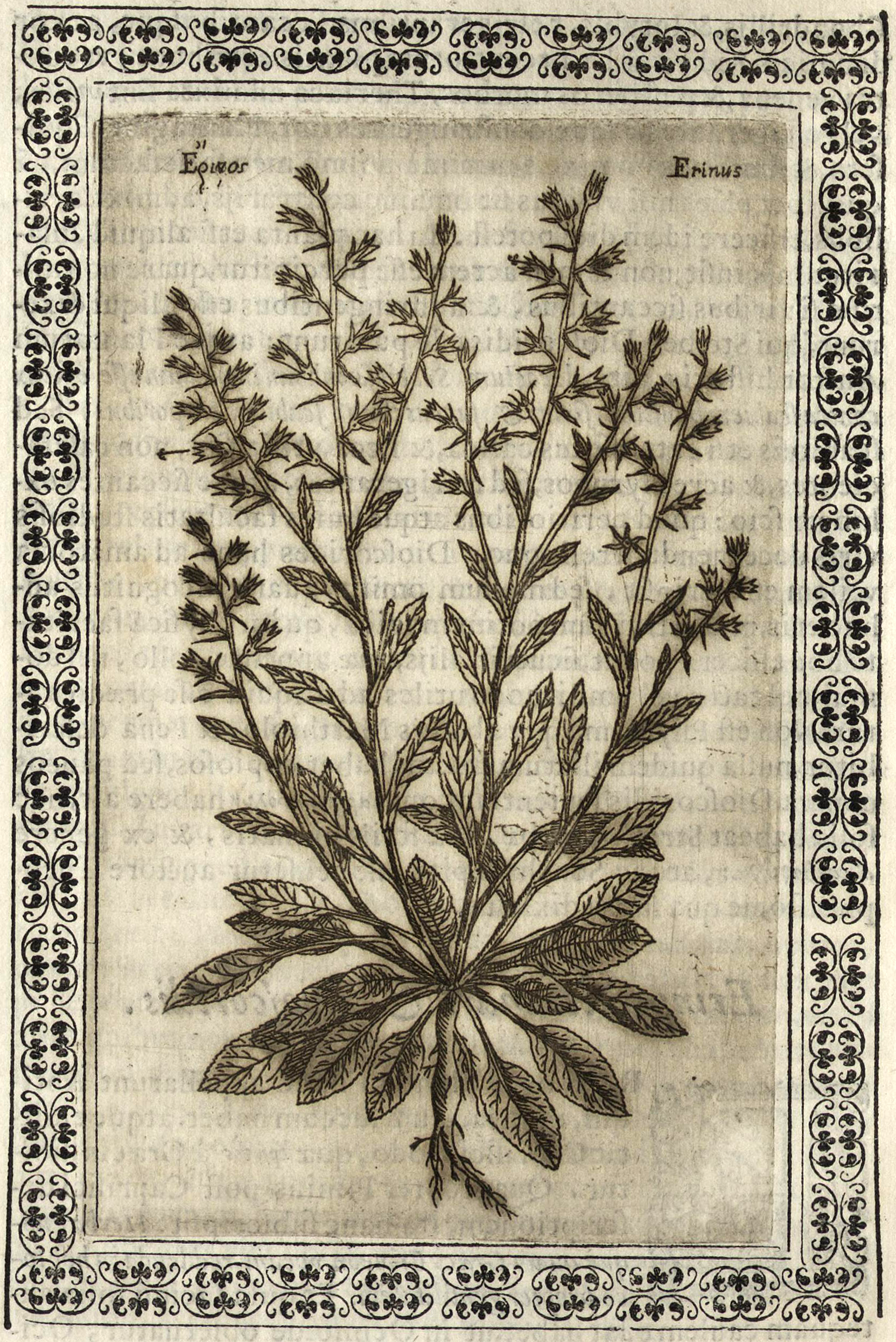
Abb. 23
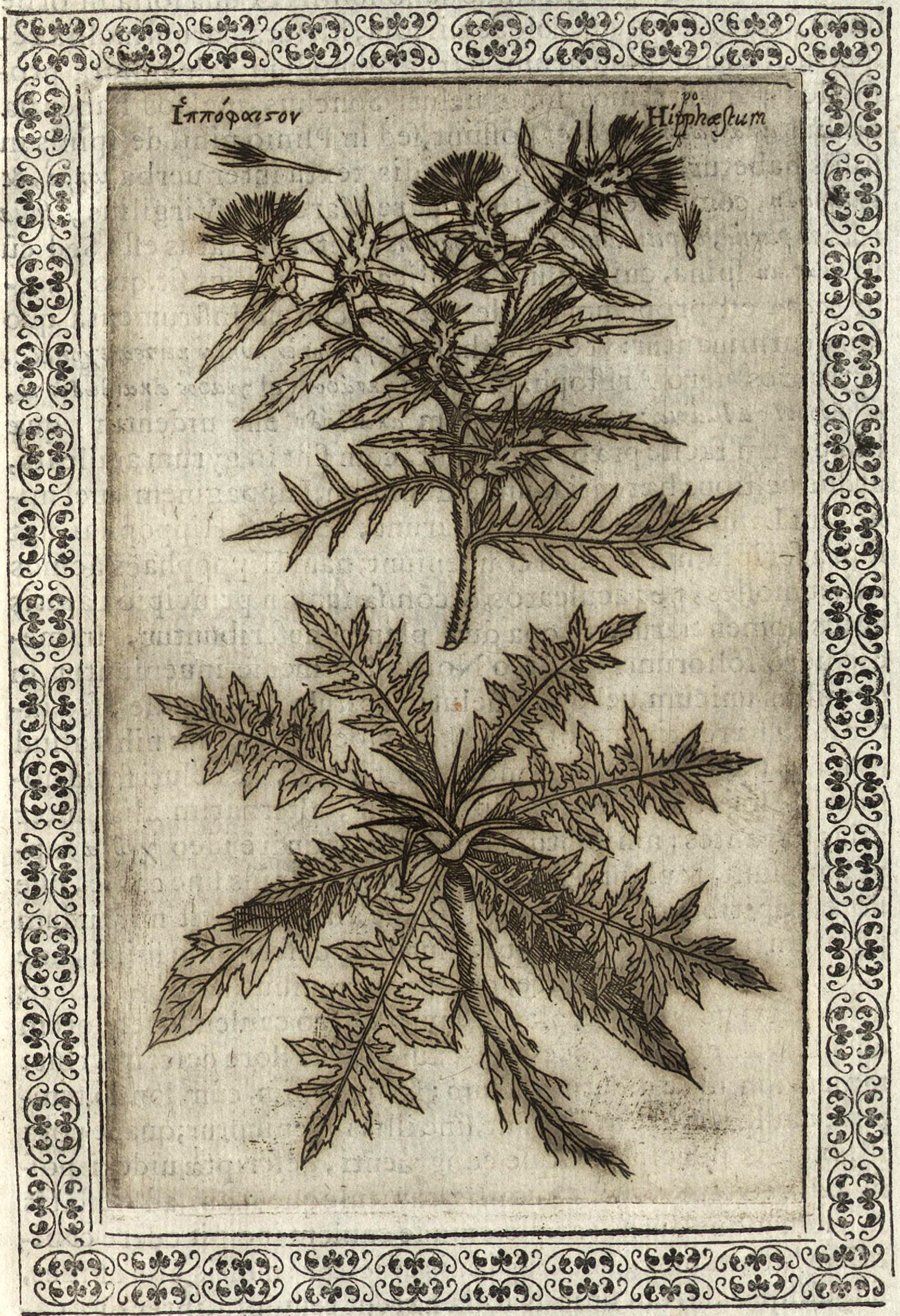
Abb. 24
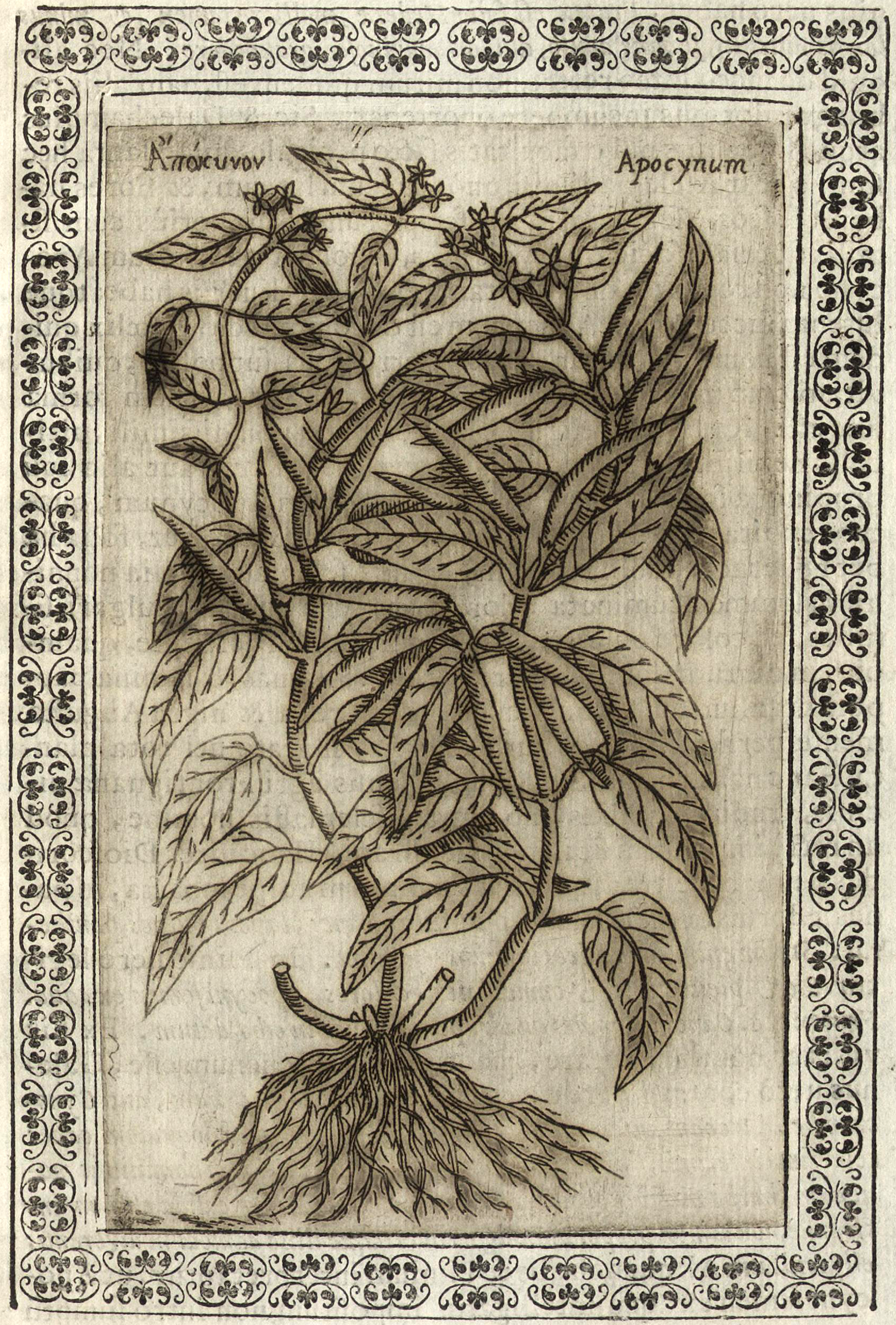
Abb. 25
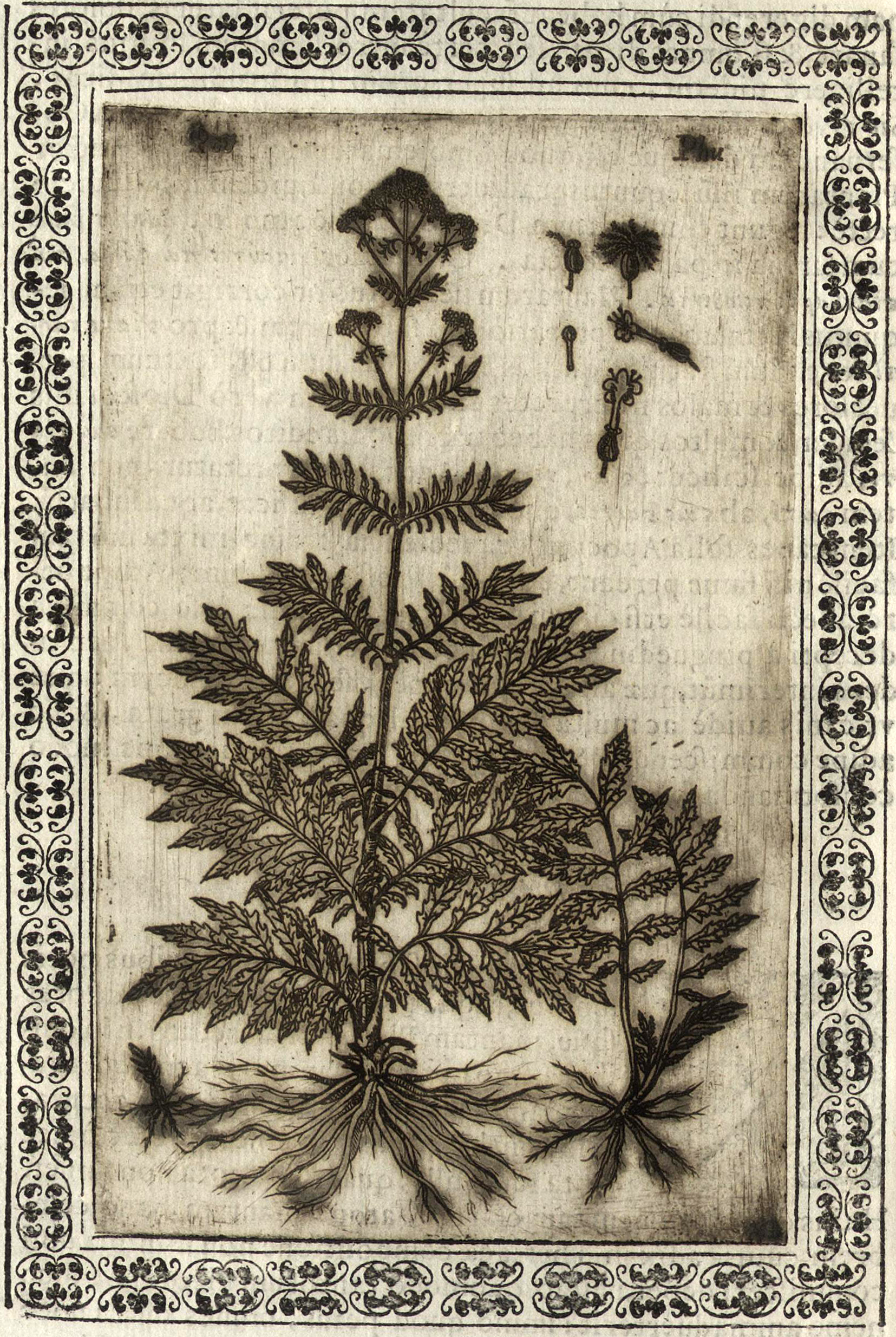
Abb. 26

Phytobasanos sive plantarum aliquot historia (etwa: Pflanzenprüfstein oder die Geschichte einiger Pflanzen) ist ein 1592 in Neapel erschienenes Werk von Fabio Colonna. In ihm werden zum ersten Mal Pflanzen mittels Kupferstichen dargestellt. Der Titel Φυτοϐασανο (Phytobasanos) leitet sich von den altgriechischen Worten „φυτό“ (phyto) für Pflanze und „βάσανος“ (basanos) für Prüfstein ab.

„Zweiter Teil“
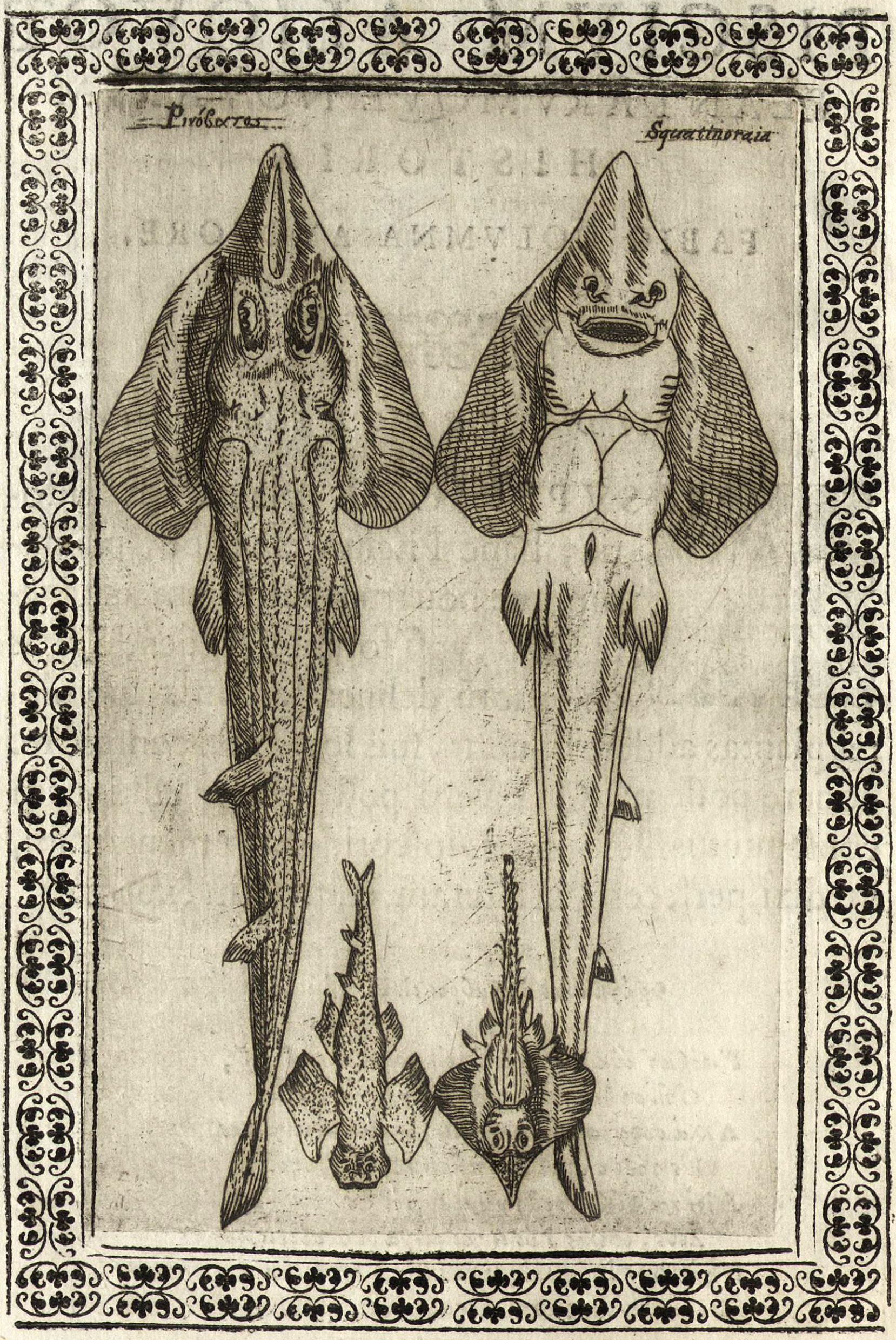
Abb. 1
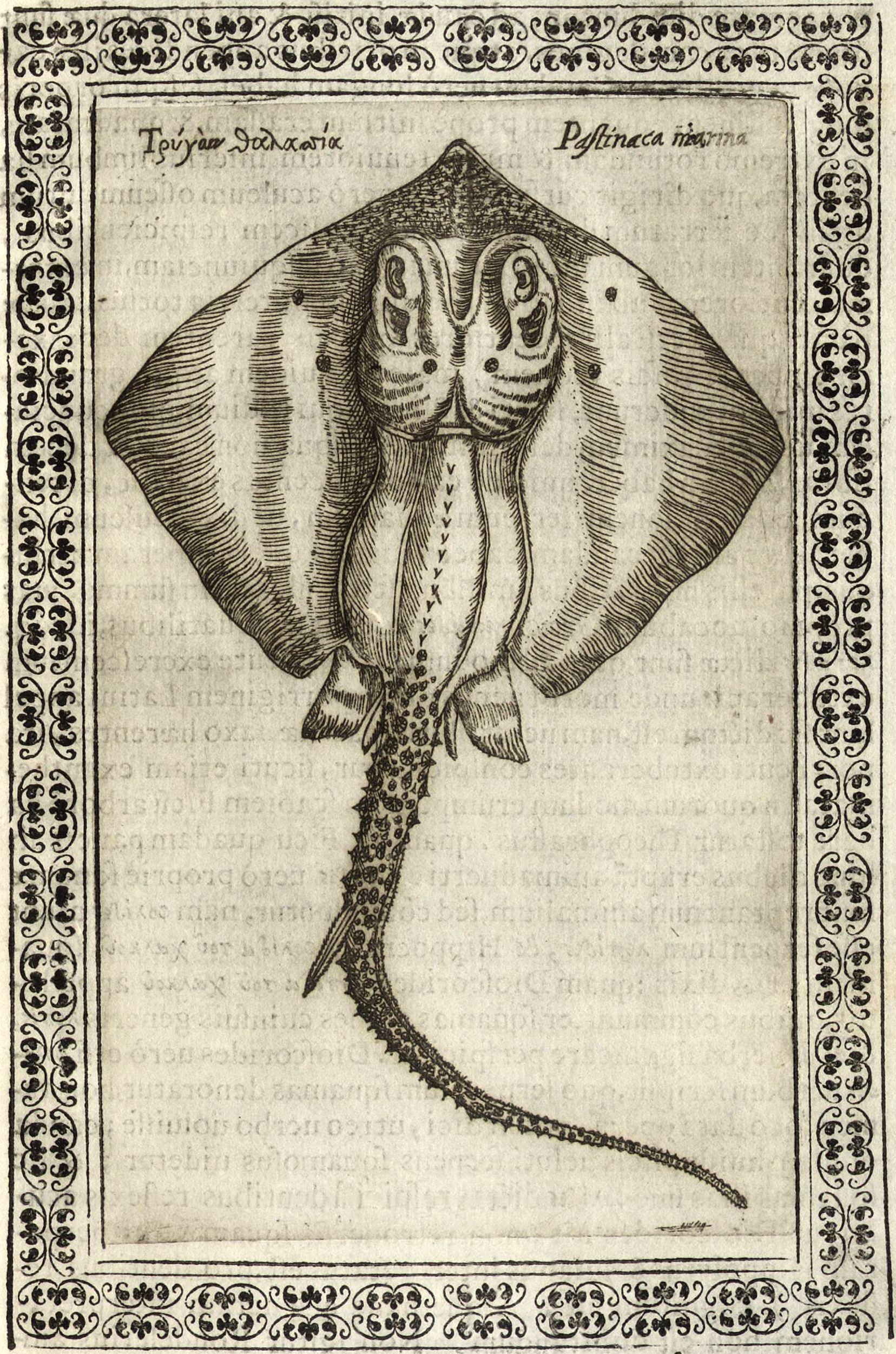
Abb. 2
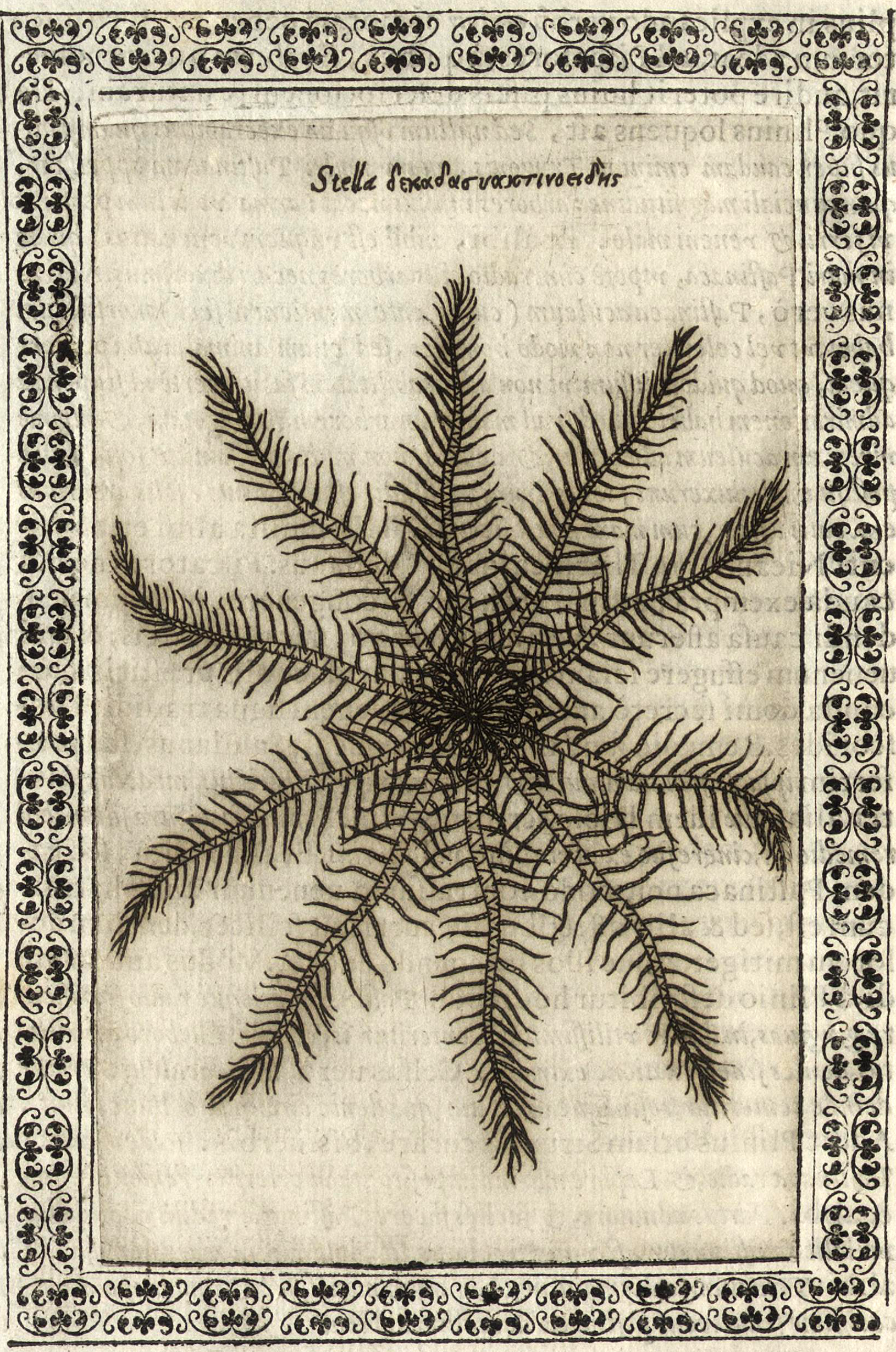
Abb. 3
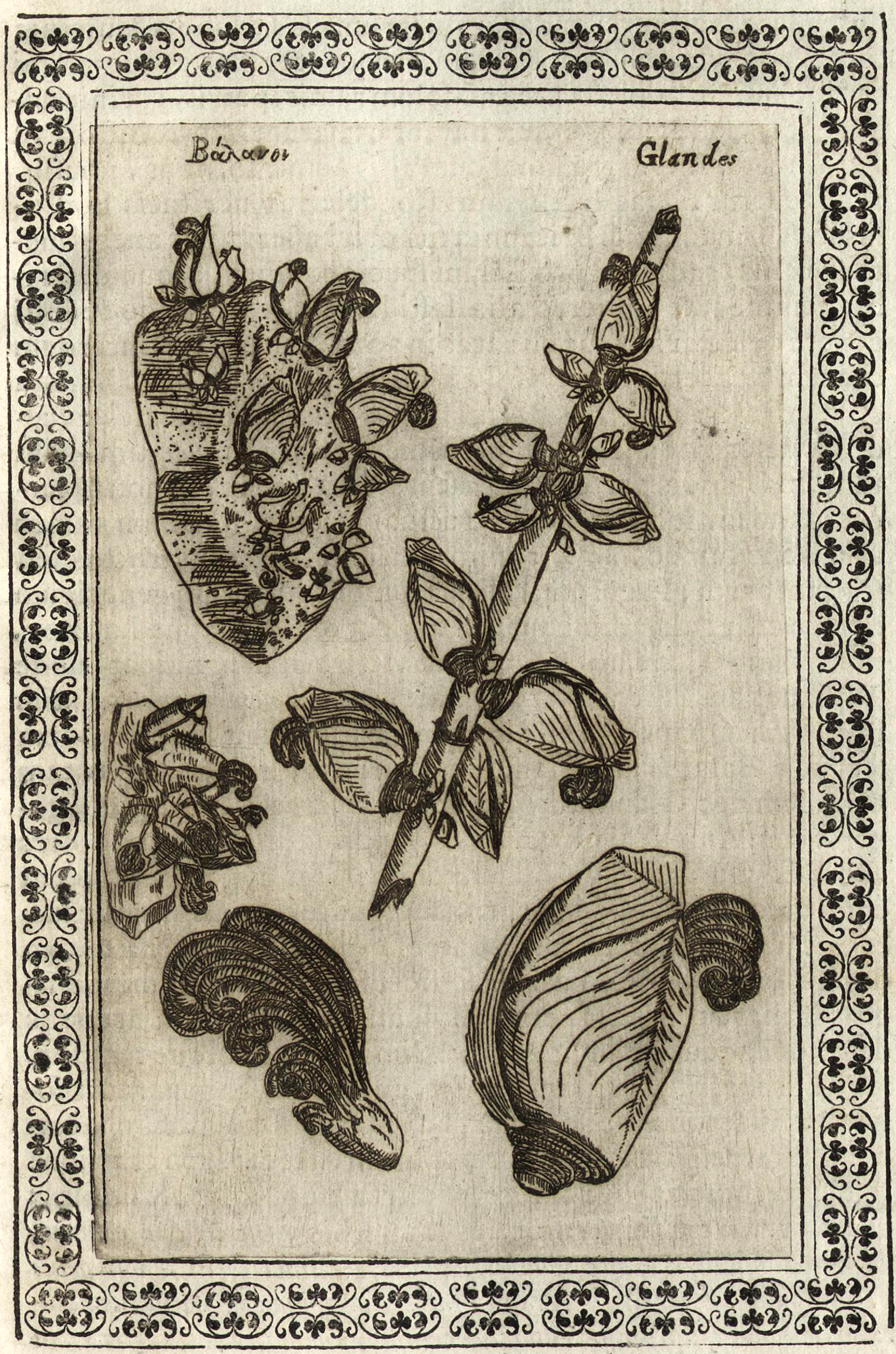
Abb. 4
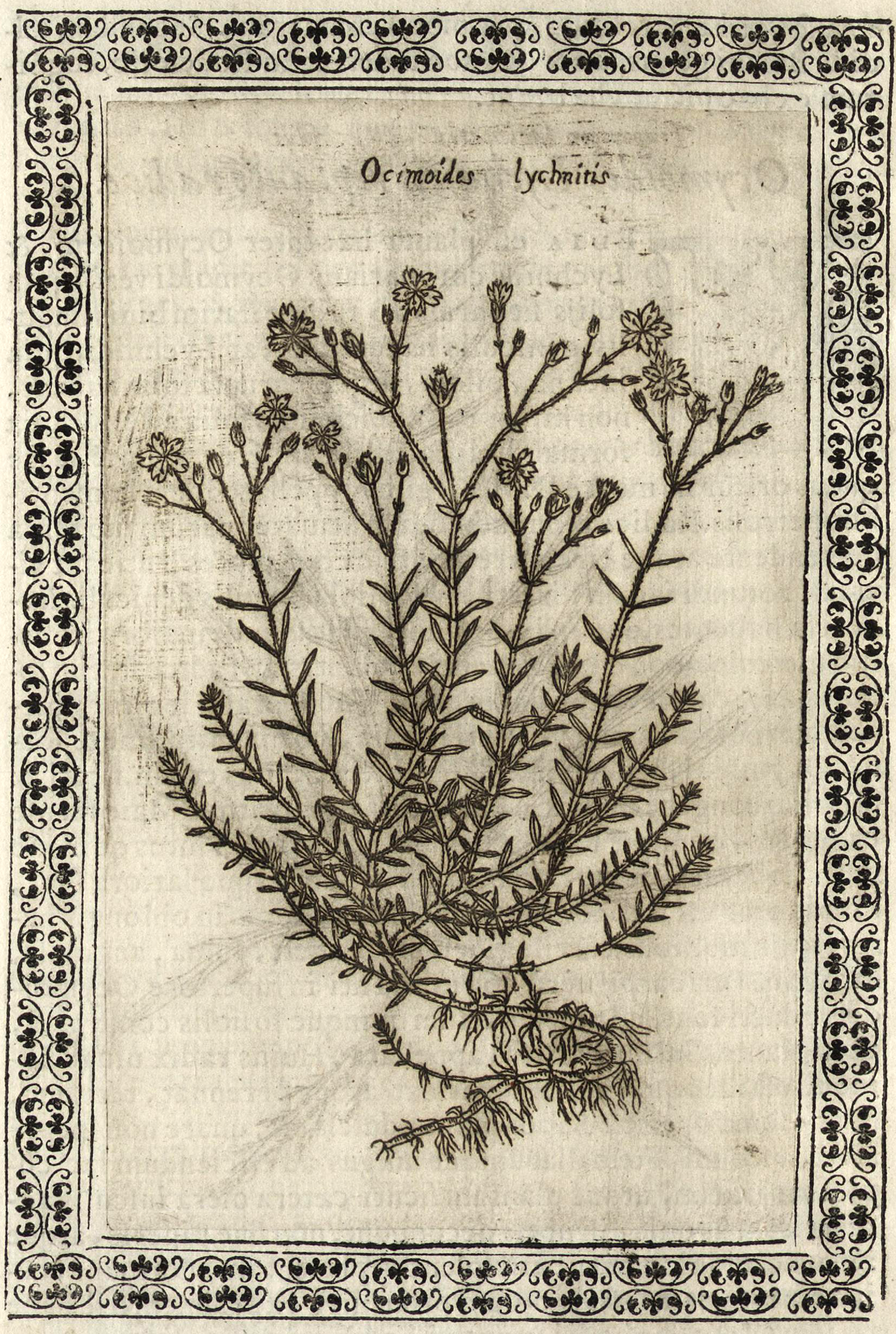
Abb. 5
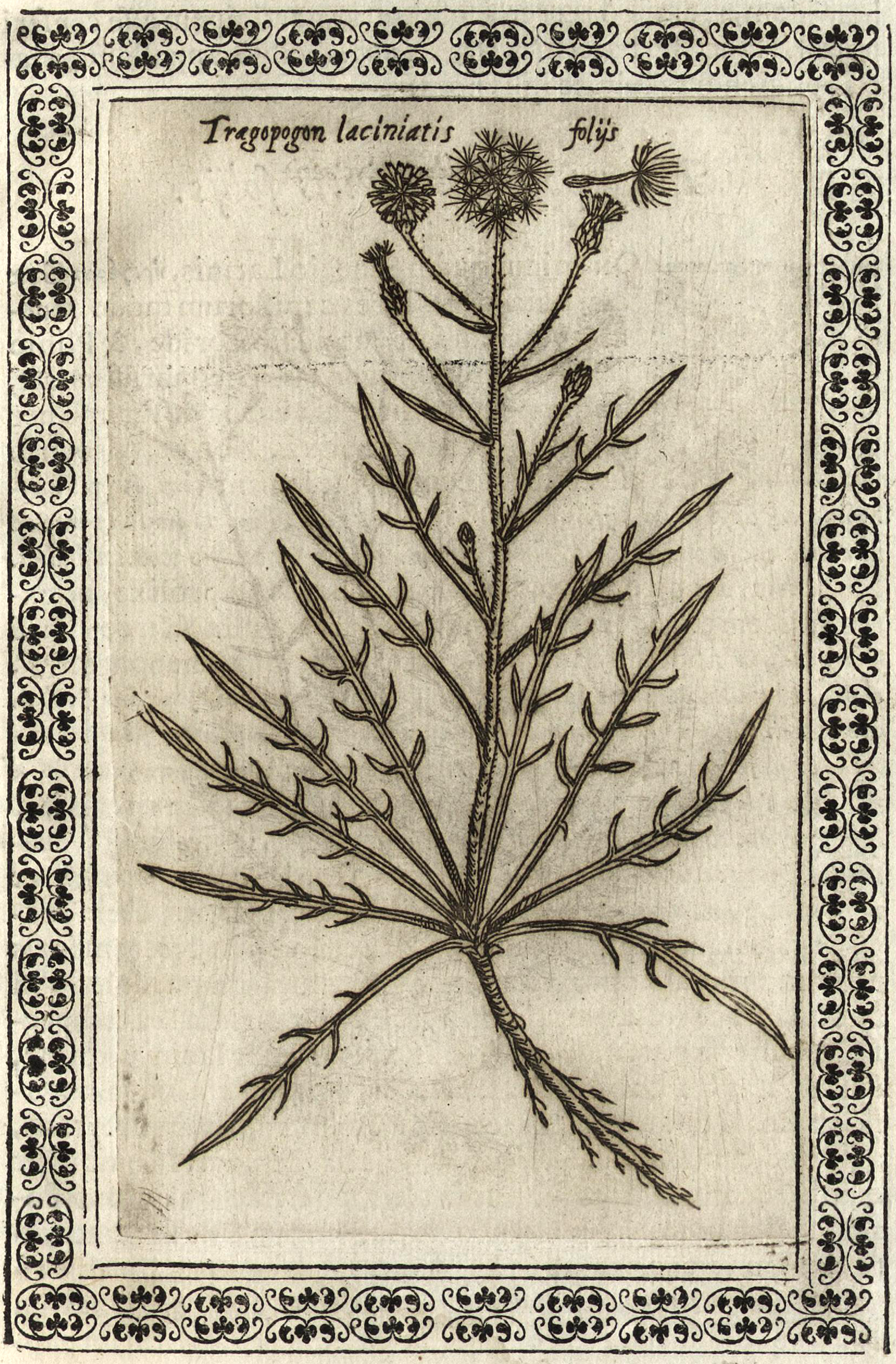
Abb. 6
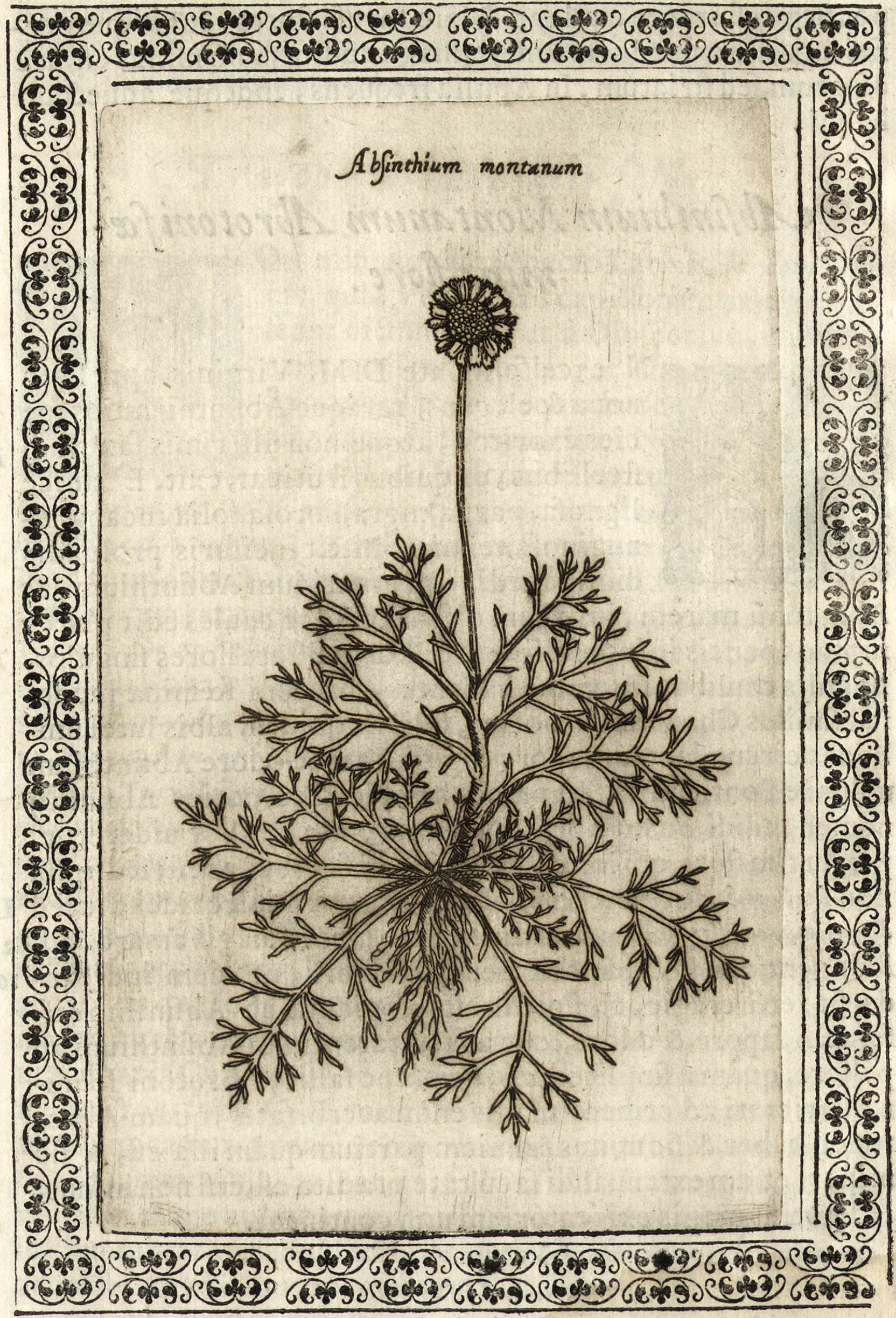
Abb. 7
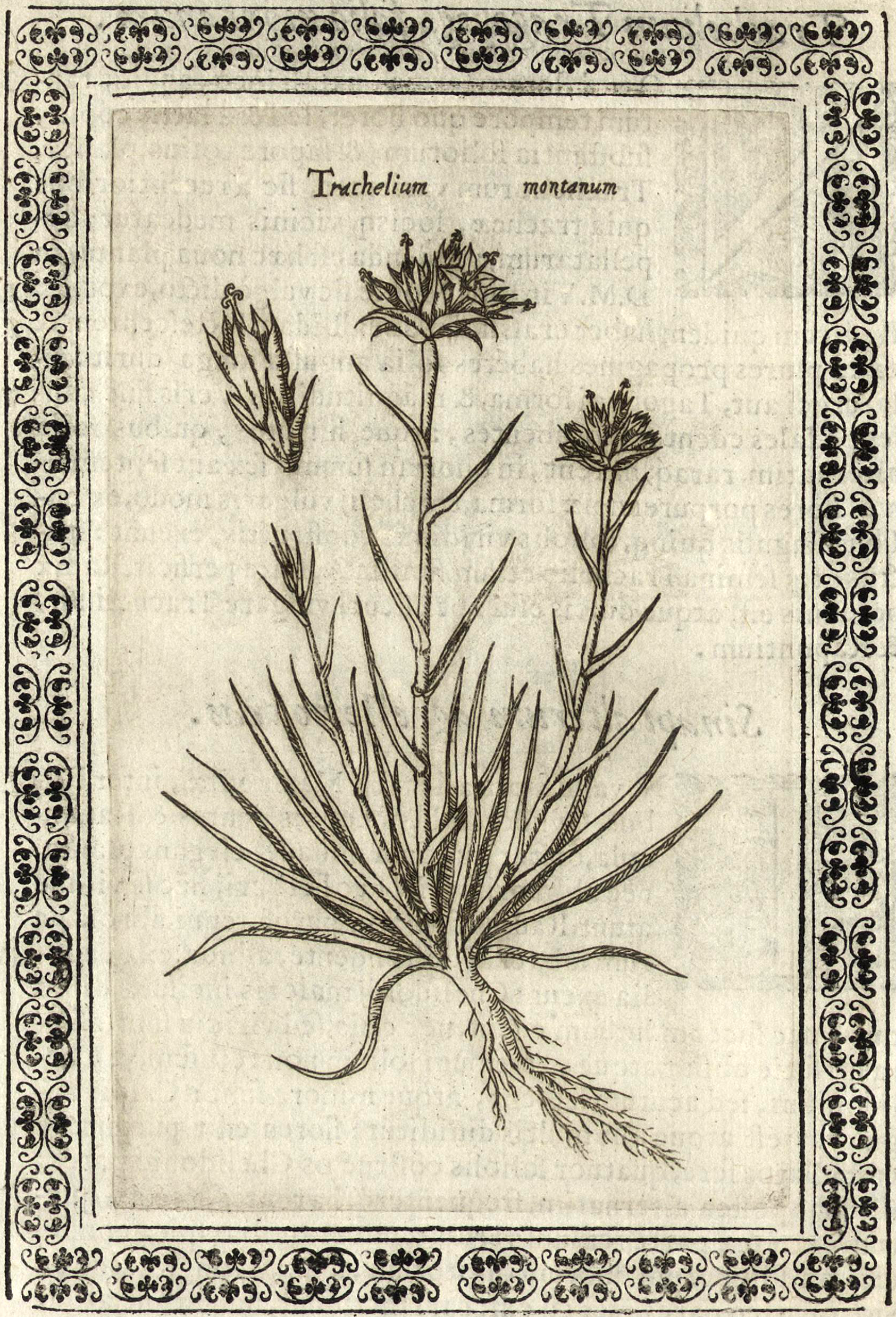
Abb. 8
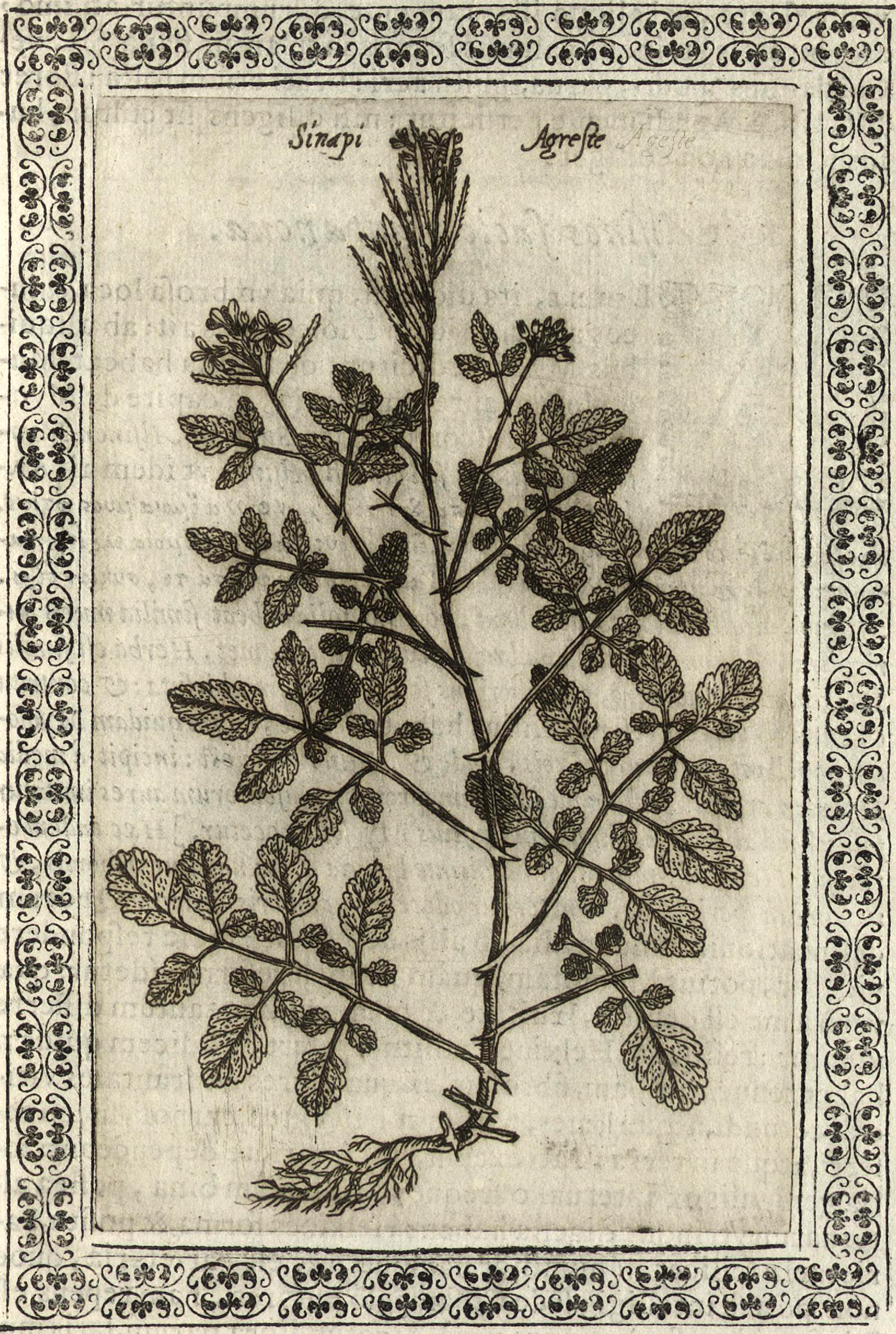
Abb. 9
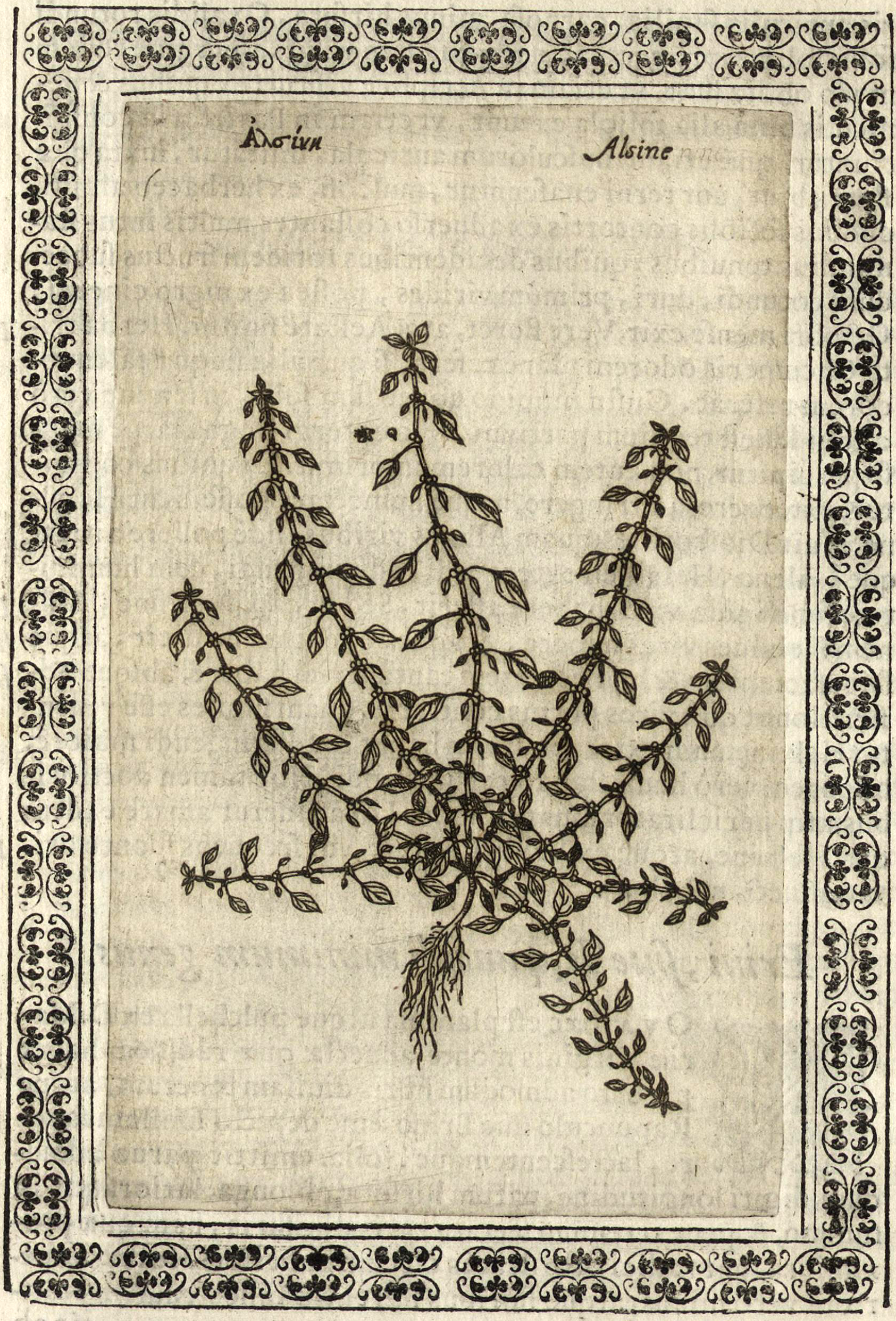
Abb. 10
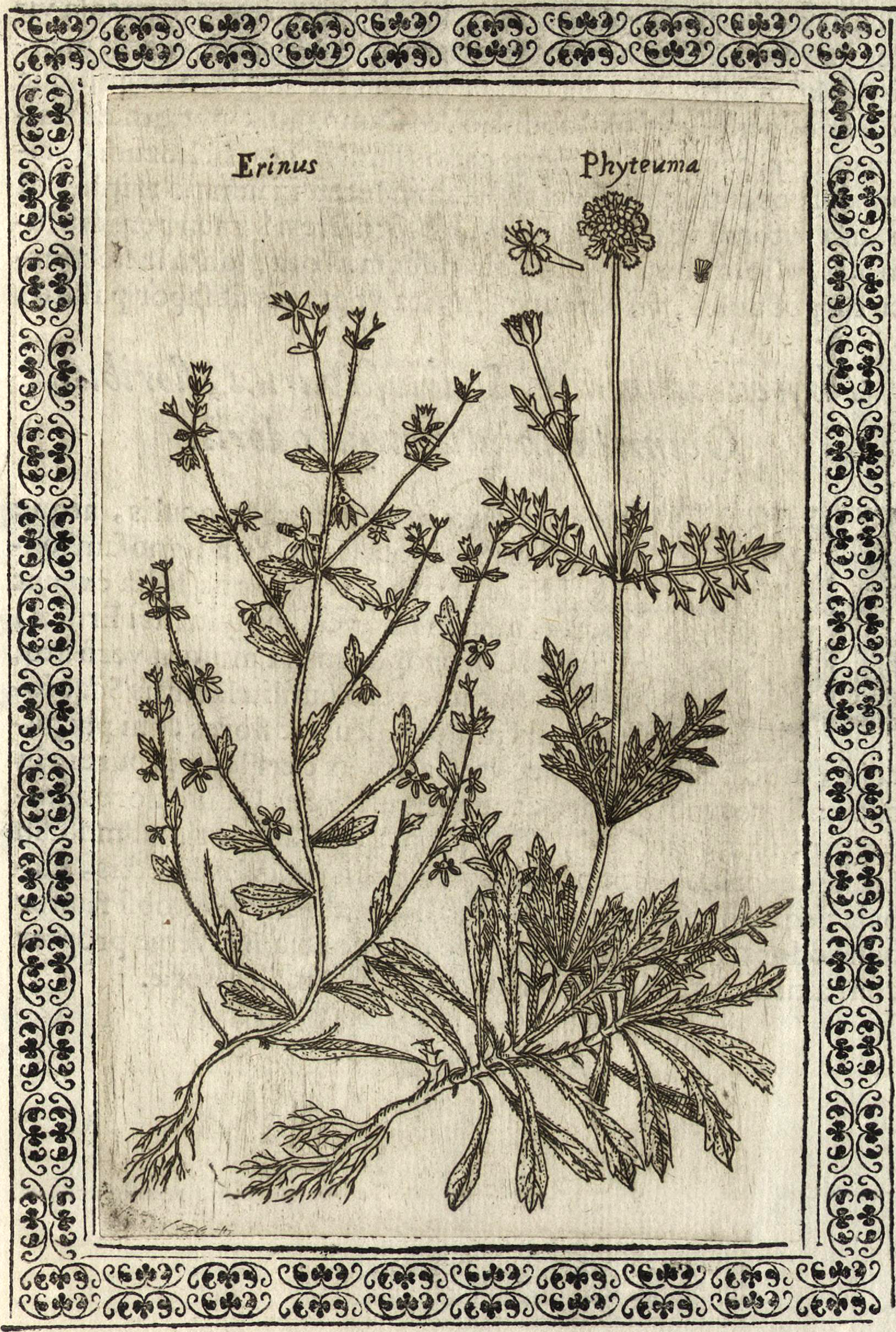
Abb. 11

## Werk
Der Quartband ΦΥΤΟΒΑΣΑΝΟΣ sive plantarum aliquot historia, in qua describuntur diversi generis plantae veriores ac magis facie viribusque respondentes antiquorum Theophrasti, Dioscoridis, Plinii, Galeni aliorumque delineationibus, ab aliis hucusque non animadversae. Fabio Columna authore. Accessit etiam piscium aliquot plantarumque novarum historia eodem authore 
wurde von Orazio Salviani (tätig 1565–1596) für die Verleger Giovanni Giacomo Carlino († 1616) und Antonio Pace gedruckt.
Er besteht aus zwei Teilen mit insgesamt 37 ganzseitigen Kupferstichen, die von einem gedruckten Ornamentrahmen umgeben sind. Die Kupferstiche sind im Naturselbstdruckverfahren hergestellt und nicht nummeriert. Das Werk ist Kardinal Marcantonio Colonna (1523–1597) gewidmet.
1744 erschien eine zweite, durch Simon Giovanni Bianchi (1693–1775, genannt Jano Planci) kommentierte Ausgabe. Sie enthält zwei zusätzliche Tafeln sowie eine Lebensbeschreibung Colonnas.

### Inhalt
Der erste Teil des Werkes umfasst 120 Seiten mit 26 Pflanzenabbildungen. Die Beschreibung einer Pflanze umfasst die Abschnitte Nomen & Etymon, Descriptio, Forma, Tempus, Locus und Vires. Die Reihenfolge der Abschnitte variiert. In ihnen werden der Pflanzenname und dessen Etymologie, ihre Erscheinung in Form von Blüte, Sprossachse und Wurzel, ihre Blütezeit, ihr Lebensraum sowie ihre medizinische Eigenschaften besprochen. Colonnas Hauptquelle ist Pedanios Dioskurides De materia medica. 
Darüber hinaus zitiert er Galenos, Plinius den Älteren (Naturalis historia) und Paulos von Aigina. Außerdem bringt er eigene Beobachtungen mit ein. Seine Quellen sind als Marginalie am Seitenrand vermerkt.
Der zweite Teil umfasst 32 Seiten mit elf Abbildungen. Er fungiert als Anhang und ergänzt das Werk mit zusätzlichen Informationen, die Colonna während der Bearbeitung des Hauptteils gewonnen hatte. Vier der elf Kupferstiche bilden Meeresbewohner, darunter Rochen, ab. 
Den Abschluss bilden ein Liste mit Verbesserungen, ein alphabetischer Index und eine Liste mit Berichtigungen.

### Gliederung
- Dedica: Illustrissimo et Reverendiss. D. S.R.E. Cardinali Marco Antonio Columnae
- Ad Lectorem
- Franciscus Maurus Maidensis ad Lectorem Hieronymi Columanae Studiosum

- Plantarum aliquot antiquorum delineationibus magis respondentium historia. Fabio Columna Auctore
  1. Isopyrum Dioscoridis
  2. Aegyptiorum Malinathalle Theophrasti, Anthalium Plinio
  3. Chrondilla prima Dioscoridis
  4. Chondrilla altera Dioscoridis
  5. Alisma, sive Damassonium Dioscordis
  6. Alismatis sive Damassonij genus alterum Plinij
  7. Acinos Dioscoridis
  8. Alyssum Dioscoridis
  9. Alysson Antonij Coi. Sideritis heraclea Dioscoridis
  10. Pycnocomon Dioscoridis
  11. Sempervivum tertium Diosc. (et) Plinij
  12. Solanum Manicum Dioscoridis
  13. Clymenum Dioscoridis
  14. Astragalus Dioscoridis
  15. Radix Idaa Dioscoridis
  16. Siderits tertia Dioscoridis
  17. Tragium alterum Dioscoridis
  18. Epimedium Dioscoridis
  19. Sifer Dioscoridis
  20. Elephoboscon Dioscoridis
  21. Papaver Heracleum Theophrasti, (et) Dioscoridis
  22. Phyteuma Discoridis
  23. Erinus Nicandri (et) Dioscoridis
  24. Hippophaestum vel Hippophaes Dioscoridis
  25. Apocynum Dioscoridis
  26. Phu Dioscoridis

- Piscium Aliquot Plantarumque Novarum historia Fabio Columna Auctore
  - Ad Lectorem

  1. De Rhinobato, sive Squatinoraia
  2. Pastinaca marina Dioscoridis
  3. Stella Marina Altera
  4. Conchas vulgo Anatiseras, non esse fructus terrestres, neque ex ijs Anates oriri: sed Balani marinae speciem
  5. Ocymoides Lychnitis reptante radice
  6. Tragopogon laciniatis folijs
  7. Absinthium Montanum Abrotoni foemina flore
  8. Trachelium Tragopogi folio montanum
  9. Sinapi alterum agreste nostras
  10. Alsines facie planta nova
  11. Erini, sive Rapunculi minimum genus
  12. Phyteuma minus, Scabiosa parva, floribus Ocimi laciniatis atque odoris

  - Index eorum quae in hoc volumine continentur

### Illustrationen
- „Erster Teil“
- Abb. 1
- Abb. 2
- Abb. 3
- Abb. 4
- Abb. 5
- Abb. 6
- Abb. 7
- Abb. 8
- Abb. 9
- Abb. 10
- Abb. 11
- Abb. 12
- Abb. 13
- Abb. 14
- Abb. 15
- Abb. 16
- Abb. 17
- Abb. 18
- Abb. 19
- Abb. 20
- Abb. 21
- Abb. 22
- Abb. 23
- Abb. 24
- Abb. 25
- Abb. 26

- „Zweiter Teil“
- Abb. 1
- Abb. 2
- Abb. 3
- Abb. 4
- Abb. 5
- Abb. 6
- Abb. 7
- Abb. 8
- Abb. 9
- Abb. 10
- Abb. 11